# Bahnstrecke Nossen–Moldava v Krušných horách
| Ausschnitt der Streckenkarte Sachsen von 1902 |                      |                                                    |                                                    |
| Streckennummer (DB): | 6614; sä. NM         |                                                    |                                                    |
| Kursbuchstrecke (DB): | 514                  |                                                    |                                                    |
| Streckenlänge: | 63,399 km            |                                                    |                                                    |
| Spurweite: | 1435 mm (Normalspur) |                                                    |                                                    |
| Streckenklasse: | C3/C4                |                                                    |                                                    |
| Maximale Neigung: | 25 ‰                 |                                                    |                                                    |
| Minimaler Radius: | 212 m                |                                                    |                                                    |
| Streckengeschwindigkeit: | 90 km/h              |                                                    |                                                    |
| |                      |                                                    |                                                    |
| \| \| \| von Coswig Abzw B \| \| \| \| 0,000 \| Nossen \| 220 m \| \| \| \| nach Borsdorf (Sachs) und nach Riesa \| \| \| \| 1,240 \| Kloster Altzella \| Kloster Altzella \| \| \| \| Bundesautobahn 4 \| \| \| \| 5,032 \| Zellwald Hp \| 288 m \| \| \| 5,140 \| Zellwald Ldst \| 288 m \| \| \| 10,252 \| Großvoigtsberg \| 363 m \| \| \| 13,190 \| Großschirma \| 383 m \| \| \| \| Awanst Getreide AG \| \| \| \| 18,331 \| Kleinwaltersdorf \| 408 m \| \| \| 21,50 \| Abzw Werdau Bogendreieck–Dresden Hbf \| Abzw Werdau Bogendreieck–Dresden Hbf \| \| \| 22,130 \| Anst KASA Technoplan \| Anst KASA Technoplan \| \| \| 22,870 \| Infrastrukturgrenze NRE / DB InfraGO \| Infrastrukturgrenze NRE / DB InfraGO \| \| \| \| von Abzw Werdau Bogendreieck \| \| \| \| 23,967 \| Freiberg (Sachs) \| 413 m \| \| \| \| nach Dresden Hbf und nach Halsbrücke \| \| \| \| 24,805 \| Infrastrukturgrenze DB InfraGO / RISS \| Infrastrukturgrenze DB InfraGO / RISS \| \| \| 28,261 \| EÜ Wirtschaftsweg (10,2 m) \| EÜ Wirtschaftsweg (10,2 m) \| \| \| 28,975 \| Berthelsdorf (Erzgeb) (Keilbahnhof) \| 449 m \| \| \| \| nach Großhartmannsdorf \| \| \| \| 29,800 \| Awanst Freiberger Papierfabrik zu Weißenborn \| Awanst Freiberger Papierfabrik zu Weißenborn \| \| \| 30,474 \| Berthelsdorf (Erzgeb) Ort \| Berthelsdorf (Erzgeb) Ort \| \| \| 33,660 \| Viadukt Lichtenberg (Freiberger Mulde, 165 m) \| Viadukt Lichtenberg (Freiberger Mulde, 165 m) \| \| \| 34,190 \| Lichtenberg (Erzgeb) \| 400 m \| \| \| 35,784 \| Brücke Freiberger Mulde (16,5 m) \| Brücke Freiberger Mulde (16,5 m) \| \| \| 36,965 \| Brücke Freiberger Mulde (20,3 m) \| Brücke Freiberger Mulde (20,3 m) \| \| \| \| Schmalspurbahn von Sayda (bis 1966) \| \| \| \| 38,255 \| Mulda (Sachs) \| 429 m \| \| \| 41,090 \| Brücke Freiberger Mulde (15,72 m) \| Brücke Freiberger Mulde (15,72 m) \| \| \| 41,530 \| Brücke Freiberger Mulde (15,72 m) \| Brücke Freiberger Mulde (15,72 m) \| \| \| 45,164 \| Brücke Freiberger Mulde (15,72 m) \| Brücke Freiberger Mulde (15,72 m) \| \| \| 45,474 \| Nassau (Erzgeb) \| 497 m \| \| \| 47,250 \| Clausnitz \| 515 m \| \| \| 50,130 \| Bienenmühle \| 545 m \| \| \| ca. 51,3 \| Rechenberg Schule \| Rechenberg Schule \| \| \| 51,986 \| EÜ Alte Straße (19,2 m) \| EÜ Alte Straße (19,2 m) \| \| \| 52,450 \| Rechenberg \| 570 m \| \| \| 53,420 \| Holzhau Skilift seit 2000 \| Holzhau Skilift seit 2000 \| \| \| 54,710 \| Holzhau \| 618 m \| \| \| 55,10 \| Streckenende und Ende der RPE-Pachtstrecke \| Streckenende und Ende der RPE-Pachtstrecke \| \| \| 57,380 \| Teichhaus \| 665 m \| \| \| 57,753 \| EÜ Wirtschaftsweg (19 m) \| EÜ Wirtschaftsweg (19 m) \| \| \| \| Schmalspurbahn von Schmiedeberg (nicht realisiert) \| \| \| \| 60,690 \| Hermsdorf-Rehefeld \| 737 m \| \| \| 63,097 \| Gleisbeginn \| Gleisbeginn \| \| \| 63,099 \| Staatsgrenze Deutschland–Tschechien \| Staatsgrenze Deutschland–Tschechien \| \| \| 63,399 \| Moldava v Krušných horách (früher Moldau) \| 782 m \| \| \| \| nach Most (vorm. PDE) \| \| |                      |                                                    |                                                    |
| Strecke |                      | von Coswig Abzw B                                  | von Coswig Abzw B                                  |
| Bahnhof | 0,000                | Nossen                                             | 220 m                                              |
| Abzweig geradeaus und nach rechts |                      | nach Borsdorf (Sachs) und nach Riesa               | nach Borsdorf (Sachs) und nach Riesa               |
| Haltepunkt / Haltestelle | 1,240                | Kloster Altzella                                   | Kloster Altzella                                   |
| Strecke mit Straßenbrücke |                      | Bundesautobahn 4                                   | Bundesautobahn 4                                   |
| Haltepunkt / Haltestelle | 5,032                | Zellwald Hp                                        | 288 m                                              |
| ehemaliger Dienststation / Betriebs- oder Güterbahnhof | 5,140                | Zellwald Ldst                                      | 288 m                                              |
| Bahnhof | 10,252               | Großvoigtsberg                                     | 363 m                                              |
| Haltepunkt / Haltestelle | 13,190               | Großschirma                                        | 383 m                                              |
| Abzweig geradeaus und nach rechts |                      | Awanst Getreide AG                                 | Awanst Getreide AG                                 |
| Haltepunkt / Haltestelle | 18,331               | Kleinwaltersdorf                                   | 408 m                                              |
| Kreuzung geradeaus unten | 21,50                | Abzw Werdau Bogendreieck–Dresden Hbf               | Abzw Werdau Bogendreieck–Dresden Hbf               |
| Abzweig geradeaus und ehemals nach rechts | 22,130               | Anst KASA Technoplan                               | Anst KASA Technoplan                               |
| Wechsel des Eisenbahninfrastrukturunternehmens | 22,870               | Infrastrukturgrenze NRE / DB InfraGO               | Infrastrukturgrenze NRE / DB InfraGO               |
| Abzweig geradeaus und von links |                      | von Abzw Werdau Bogendreieck                       | von Abzw Werdau Bogendreieck                       |
| Bahnhof | 23,967               | Freiberg (Sachs)                                   | 413 m                                              |
| Abzweig geradeaus und nach links |                      | nach Dresden Hbf und nach Halsbrücke               | nach Dresden Hbf und nach Halsbrücke               |
| Wechsel des Eisenbahninfrastrukturunternehmens | 24,805               | Infrastrukturgrenze DB InfraGO / RISS              | Infrastrukturgrenze DB InfraGO / RISS              |
| Brücke | 28,261               | EÜ Wirtschaftsweg (10,2 m)                         | EÜ Wirtschaftsweg (10,2 m)                         |
| Bahnhof | 28,975               | Berthelsdorf (Erzgeb) (Keilbahnhof)                | 449 m                                              |
| Abzweig geradeaus und nach rechts |                      | nach Großhartmannsdorf                             | nach Großhartmannsdorf                             |
| Abzweig geradeaus und nach links | 29,800               | Awanst Freiberger Papierfabrik zu Weißenborn       | Awanst Freiberger Papierfabrik zu Weißenborn       |
| Haltepunkt / Haltestelle | 30,474               | Berthelsdorf (Erzgeb) Ort                          | Berthelsdorf (Erzgeb) Ort                          |
| Brücke über Wasserlauf | 33,660               | Viadukt Lichtenberg (Freiberger Mulde, 165 m)      | Viadukt Lichtenberg (Freiberger Mulde, 165 m)      |
| Haltepunkt / Haltestelle | 34,190               | Lichtenberg (Erzgeb)                               | 400 m                                              |
| Brücke über Wasserlauf | 35,784               | Brücke Freiberger Mulde (16,5 m)                   | Brücke Freiberger Mulde (16,5 m)                   |
| Brücke über Wasserlauf | 36,965               | Brücke Freiberger Mulde (20,3 m)                   | Brücke Freiberger Mulde (20,3 m)                   |
| Abzweig geradeaus und ehemals von rechts |                      | Schmalspurbahn von Sayda (bis 1966)                | Schmalspurbahn von Sayda (bis 1966)                |
| Bahnhof | 38,255               | Mulda (Sachs)                                      | 429 m                                              |
| Brücke über Wasserlauf | 41,090               | Brücke Freiberger Mulde (15,72 m)                  | Brücke Freiberger Mulde (15,72 m)                  |
| Brücke über Wasserlauf | 41,530               | Brücke Freiberger Mulde (15,72 m)                  | Brücke Freiberger Mulde (15,72 m)                  |
| Brücke über Wasserlauf | 45,164               | Brücke Freiberger Mulde (15,72 m)                  | Brücke Freiberger Mulde (15,72 m)                  |
| Haltepunkt / Haltestelle | 45,474               | Nassau (Erzgeb)                                    | 497 m                                              |
| Haltepunkt / Haltestelle | 47,250               | Clausnitz                                          | 515 m                                              |
| Bahnhof | 50,130               | Bienenmühle                                        | 545 m                                              |
| Haltepunkt / Haltestelle | ca. 51,3             | Rechenberg Schule                                  | Rechenberg Schule                                  |
| Brücke | 51,986               | EÜ Alte Straße (19,2 m)                            | EÜ Alte Straße (19,2 m)                            |
| Haltepunkt / Haltestelle | 52,450               | Rechenberg                                         | 570 m                                              |
| Haltepunkt / Haltestelle | 53,420               | Holzhau Skilift seit 2000                          | Holzhau Skilift seit 2000                          |
| Bahnhof | 54,710               | Holzhau                                            | 618 m                                              |
| | 55,10                | Streckenende und Ende der RPE-Pachtstrecke         | Streckenende und Ende der RPE-Pachtstrecke         |
| Haltepunkt / Haltestelle (Strecke außer Betrieb) | 57,380               | Teichhaus                                          | 665 m                                              |
| Brücke (Strecke außer Betrieb) | 57,753               | EÜ Wirtschaftsweg (19 m)                           | EÜ Wirtschaftsweg (19 m)                           |
| Abzweig geradeaus und von links (Strecke außer Betrieb) |                      | Schmalspurbahn von Schmiedeberg (nicht realisiert) | Schmalspurbahn von Schmiedeberg (nicht realisiert) |
| Bahnhof (Strecke außer Betrieb) | 60,690               | Hermsdorf-Rehefeld                                 | 737 m                                              |
| Strecke (außer Betrieb) | 63,097               | Gleisbeginn                                        | Gleisbeginn                                        |
| Grenze (Strecke außer Betrieb) | 63,099               | Staatsgrenze Deutschland–Tschechien                | Staatsgrenze Deutschland–Tschechien                |
| Kopfbahnhof Strecke bis hier außer Betrieb | 63,399               | Moldava v Krušných horách (früher Moldau)          | 782 m                                              |
| Strecke |                      | nach Most (vorm. PDE)                              | nach Most (vorm. PDE)                              |

Die 1885 vollendete Bahnstrecke Nossen–Moldau (Moldava v Krušných horách) war ab 1922 eine Nebenbahn in Sachsen, die ursprünglich als Teil einer überregionalen Verbindung von Mittelsachsen nach Prag gedacht war. Bis 1876 wurde der fertiggestellte Abschnitt bis Mulda/Sa. durch die Leipzig-Dresdner Eisenbahn-Compagnie (LDE) als Hauptbahn erbaut und betrieben. Nach Vollendung bis Moldau führten die Königlich Sächsischen Staatseisenbahnen die Strecke als NM-Linie, was bis heute die Grundlage für die Kilometrierung darstellt. In Betrieb befindet sich heute noch der Abschnitt von Nossen über Freiberg nach Holzhau. Der weitere Streckenverlauf bis ins tschechische Moldava (Moldau) wurde zwischen 1945 und 1972 abschnittsweise stillgelegt. Der nördliche Streckenabschnitt von Nossen nach Freiberg ist auch als Zellwaldbahn bekannt, für den südlichen Abschnitt von Freiberg nach Holzhau gibt es den Namen Freiberger Muldentalbahn.
Die in Sachsen gelegenen Streckenabschnitte werden mit der Nossen-Riesaer Eisenbahn-Compagnie (NRE, 0,96 km im Bereich des Bahnhofs Nossen), Regio Infra Service Sachsen (22,835 km), der DB Netz (1,935 km im Bereich des Bahnhofs Freiberg (Sachs)) und der RP-Eisenbahn (31,295 km) von vier verschiedenen Eisenbahninfrastrukturunternehmen betrieben. Zudem betreibt die DB Station&Service von Freiberg (Sachs) bis einschließlich Holzhau die meisten der Verkehrsstationen, lediglich die Stationen Berthelsdorf Ort, Rechenberg Schule und Holzhau Skilift werden von der RP-Eisenbahn betrieben.
Die im tschechischen Bahnhof Moldava v Krušných horách befindlichen Anlagen werden inzwischen von der staatlichen Eisenbahninfrastrukturverwaltung SŽDC betrieben.

## Geschichte

### Vorgeschichte und Bau
Nossen–Freiberg
Für eine Strecke Nossen–Freiberg hatte sich insbesondere die Stadt Freiberg eingesetzt, die 1866 eine Petition für einen Bau auf Staatskosten an den Sächsischen Landtag gerichtet hatte. Die Leipzig-Dresdner Eisenbahn-Compagnie (LDE) erhielt die Genehmigung für die Vorarbeiten und am 16. Oktober 1871 die Konzession für den Bau und Betrieb der Strecke.
Die Bauarbeiten begannen am 24. Januar 1872. Aus Kostengründen trassierte man die Bahn auf kürzestmöglichem Weg unter günstigster Ausnutzung der topografischen Gegebenheiten. Die meisten Bahnhöfe der Strecke lagen deshalb außerhalb der namensgebenden Ortschaften, die zwei Kilometer von der Strecke entfernt liegende Stadt Siebenlehn bekam keine Bahnstation. Dank eines milden Winters kamen die Arbeiten zügig voran, sodass Ende 1872 das Planum fertiggestellt war. Einige Verzögerungen gab es, als der Schienenhersteller das bestellte Gleismaterial nicht rechtzeitig liefern konnte. Der Bahnkörper war durchgehend für zweigleisigen Betrieb vorgesehen, verlegt wurde jedoch nur ein Gleis. Am 15. Juli 1873 eröffnete die LDE die Strecke mit einem Festzug.
Freiberg–Moldau
Bereits ab 1864 bestanden mehrere Projekte zur Verbindung Freibergs mit dem Nordböhmischen Becken, um die dort geförderte Braunkohle günstig den Freiberger Bergbau- und Erzverarbeitungsbetrieben zuführen zu können. Der Landtag von 1867 ermächtigte die Sächsische Regierung zur Konzessionserteilung für eine Strecke Klingenberg–Dux, die jedoch nicht ausgeführt wurde. Um 1870 bewarben sich die LDE und ein Konsortium um den Bau der Strecke Freiberg–Dux. Österreich sicherte im Staatsvertrag vom 24. Dezember 1870 die Fortsetzung auf böhmischem Gebiet zu.

Der Bahnhof Bienenmühle war von 1875 bis 1885 Endpunkt der Strecke (Äquidistantenkarte, 1880)

Die Konzession für die Strecke Freiberg–Landesgrenze erhielt die LDE am 1. Dezember 1873. Auf böhmischem Gebiet war die Konzession am 4. September 1872 an die Prag-Duxer Eisenbahn (PDE) gegeben wurden, die jedoch schon bald infolge der Wirtschaftskrise von 1873 in ernste wirtschaftliche Schwierigkeiten geriet. Der Bau auf böhmischem Gebiet verzögerte sich zunächst und wurde schließlich gänzlich abgebrochen. Ohne den Anschluss nach Böhmen war die Strecke Freiberg–Moldau allerdings nicht wirtschaftlich zu betreiben. Die LDE beschloss deshalb 1875 in einer außerordentlichen Generalversammlung, auch den Bau und den Betrieb des böhmischen Streckenteils zu übernehmen. Die LDE eröffnete am 8. Juli 1875 noch den Abschnitt Freiberg–Lichtenberg und am 2. November 1875 den Abschnitt bis Mulda. Die unvollständige Strecke sowie die bei einem Hochwasser im Februar 1876 eingestürzte Riesaer Elbbrücke wurden allerdings zu solch einer finanziellen Belastung für die LDE, dass sie sich am 26. März 1876 dem sächsischen Staat zum Kauf anbot. Der Staat übernahm das Unternehmen zum 1. Juli 1876 und stellte am 15. August 1876 den begonnenen Abschnitt bis Bienenmühle fertig.
Nachdem es der Prag-Duxer Eisenbahn gelungen war, die fehlenden Mittel zu beschaffen, kam es später doch noch zur Vollendung der Strecke. Die neuen gesetzlichen Möglichkeiten nutzend, errichteten die K.Sächs.Sts.E.B. den Abschnitt von Bienenmühle nach Moldau als Sekundärbahn. Insbesondere der Wegfall der Bahnbewachung und engere Radien ermöglichte eine deutliche Kosteneinsparung bei Bau und Betrieb. Der Oberbau wurde allerdings wegen des erwarteten Verkehrs mit schweren Kohlezügen nach den Standards für Hauptbahnen ausgeführt. Verlegt wurden insgesamt 13.420 Meter Streckengleis mit neun Weichen in den Bahnhöfen Holzhau und Hermsdorf-Rehefeld. Im Jahr 1884 waren auf der Baustelle 733 Arbeiter beschäftigt. Sie stammten aus der näheren Umgebung, aber auch aus Böhmen und Italien.
Ab dem 6. Dezember 1884 konnten auf provisorische Weise Güterzüge verkehren, offiziell wurde die Strecke am 18. Mai 1885 für den Gesamtverkehr eröffnet. Der erste, ab 18. Mai 1885 gültige Fahrplan sah für den Reiseverkehr drei gemischte Züge vor.

### Betrieb
Im Güterverkehr erfüllte die Linie die in sie gesetzten Erwartungen. Das Maximum im Güterverkehr war vor dem Ersten Weltkrieg mit täglich zehn Güterzügen je Richtung erreicht, die aus je 45 Wagen mit 10 Tonnen Ladefähigkeit gebildet wurden. Transportiert wurde vorrangig Kohle aus dem nordböhmischen Becken, aber auch Holz und die Erzeugnisse der örtlichen Industrie. Zwischen Freiberg und Lichtenberg wurde die Strecke 1892 wegen des hohen Verkehrsaufkommens zweigleisig ausgebaut.
Ab 1893 gab es ein ernsthaftes Projekt zum Bau einer schmalspurigen Pöbeltalbahn. Die Strecke sollte in Schmiedeberg an der Weißeritztalbahn beginnen und durch das Pöbeltal zum Bahnhof Hermsdorf-Rehefeld führen, wo umfangreiche Güterverkehrsanlagen für den Kohleumschlag vorgesehen waren. Über ein Dreischienengleis (oder eine parallele Streckenführung) sollte die Schmalspurbahn bis in den Grenzbahnhof Moldau geführt werden. Der Bau dieser Strecke wurde in den 1920er Jahren jedoch abgebrochen. Realisiert wurde dagegen der Bau der Schmalspurbahn Mulda–Sayda, die 1897 in Betrieb ging.
Einen ersten Einschnitt für den Bahnbetrieb brachte der Erste Weltkrieg, der zum Zerfall Österreich-Ungarns führte. In dessen Ergebnis entstand auf böhmischen Gebiet der neue Staat Tschechoslowakei. In der Folge ging der Kohleverkehr zurück, er stabilisierte sich schließlich bei vier bis fünf Güterzugpaaren täglich. Im Jahr 1922 wurde der bisher als Hauptbahn betriebene Abschnitt Nossen–Bienenmühle zur Nebenbahn abgestuft. Daraus resultierte eine Reduzierung der zulässigen Streckengeschwindigkeit von bislang 75 auf 50 Kilometer pro Stunde.
Am 7. Mai 1945 um 17.30 Uhr verkehrte der letzte Zug von Moldau in Richtung Freiberg. Die deutsche Wehrmacht sprengte noch am selben Tag den Viadukt Lichtenberg und unterbrach somit die Eisenbahnstrecke. Mit der Demontage einiger Meter Gleis an der Staatsgrenze wurde die Strecke dann 1948 endgültig unterbrochen.

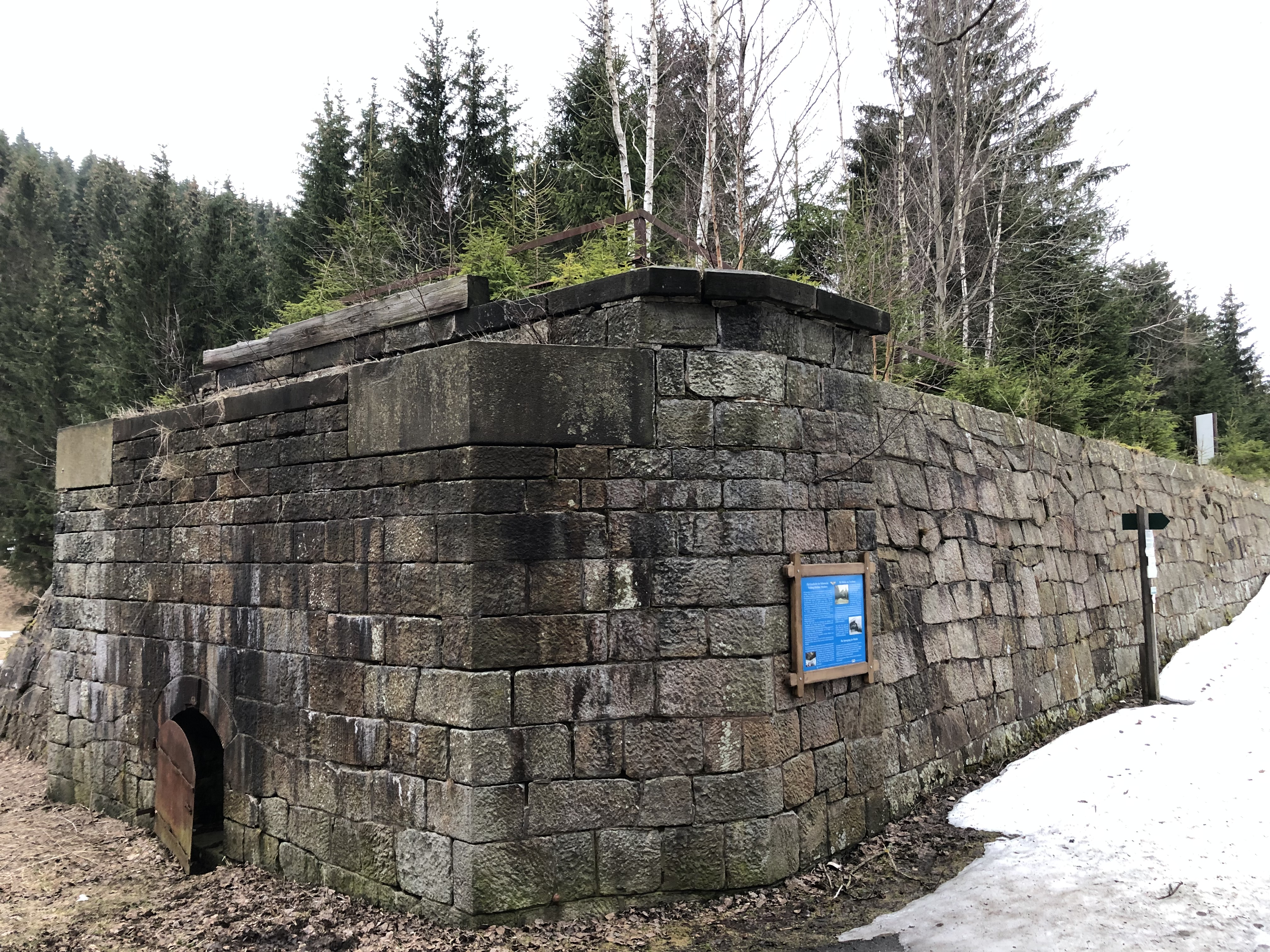
Östliches Brückenwiderlager der 1972 gesprengten Brücke am Teichhaus (2019)

Der verbliebene Gleisabschnitt bis zur Grenze wurde noch bis 1952 mit gelegentlichen Übergaben für einen Kohlehändler in Neurehefeld befahren. Im Frühjahr 1953 baute dann die Deutsche Reichsbahn die Strecke vom Bahnhof Hermsdorf-Rehefeld bis zur Staatsgrenze ab.
Am 7. Februar 1972 wurde auch der Abschnitt zwischen Holzhau und Hermsdorf-Rehefeld stillgelegt. Fortan verkehrten alle Züge nur noch bis Holzhau. Die am Teichhaus gelegene Eisenbahnbrücke (km 57,753) wurde 1973 im Rahmen der Dreharbeiten für den DEFA-Spielfilm „Schüsse in Marienbad“ gesprengt.
Zwischen Nossen und Freiberg wurde der Personenverkehr am 25. September 1977 eingestellt. Im Güterverkehr blieb die Strecke jedoch auch weiterhin bedeutsam, es verkehrten drei bis vier Güterzugpaare täglich. Erst infolge der politischen Wende im Osten Deutschlands kam zur Reduzierung der Güterzugfahrten. Am 31. Dezember 1994 wurde der Güterverkehr zwischen Nossen und Großvoigtsberg eingestellt, der Abschnitt bis Großschirma folgte vier Jahre später. Als einziger Güterkunde in diesem Abschnitt verblieb das Getreidelager in Großschirma, das bis heute gelegentlich von Getreideganzzügen angefahren wird.

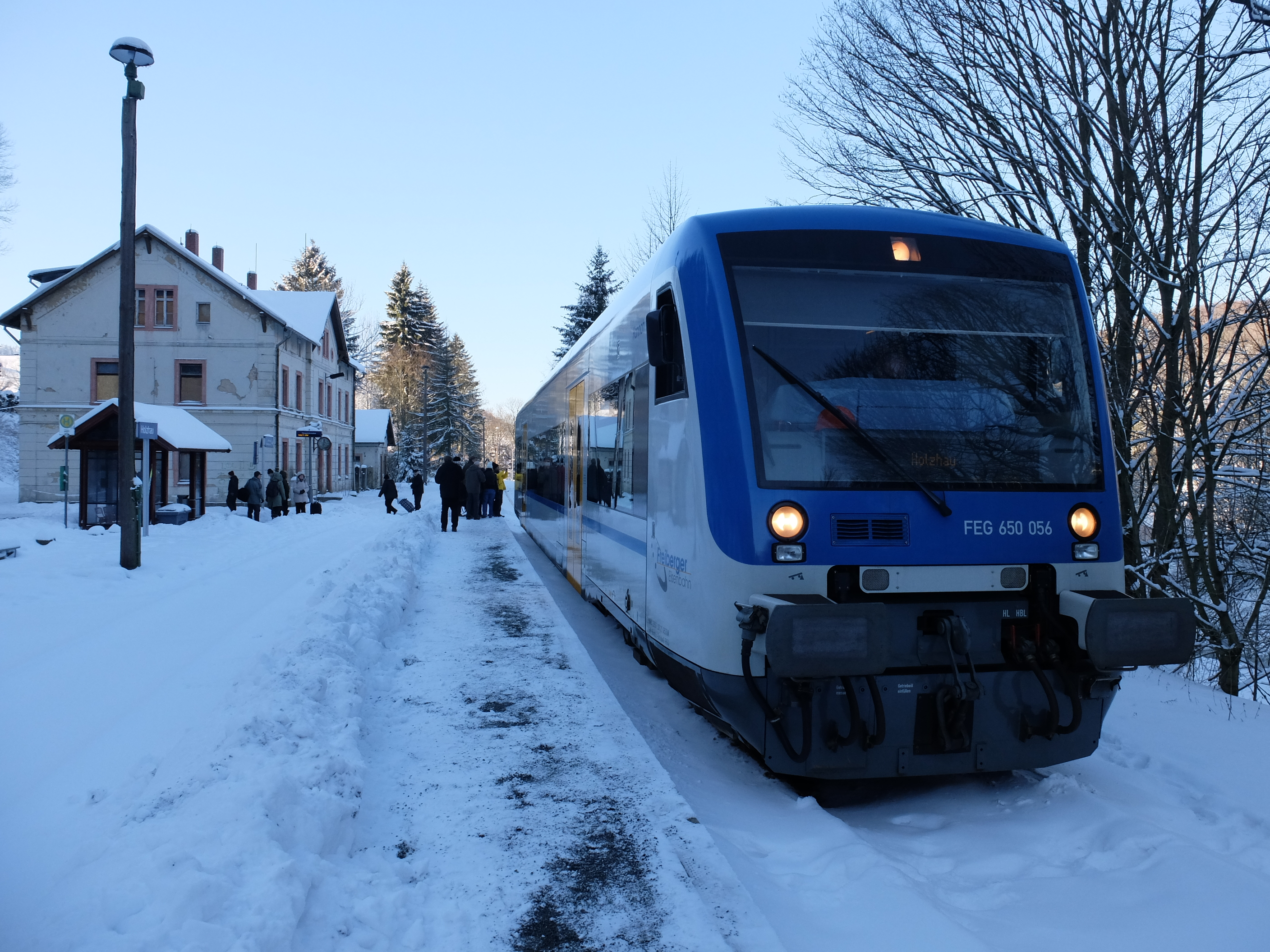
Zug der FEG im Bahnhof Holzhau (2016)

Am 27. Mai 2000 verkehrten letztmals Reisezüge in Regie der Deutschen Bahn AG von Freiberg nach Holzhau. Die RP-Eisenbahn GmbH pachtete den südlich des Bahnhofs Freiberg (Sachs) gelegenen Streckenabschnitt vom Streckenkilometer 24,805 bis zum gegenwärtigen Streckenende am Kilometer 55,1 für einen Zeitraum von 20 Jahren und begann am 14. August 2000 mit den Umbauarbeiten zur Streckenerneuerung. In diesem Zusammenhang wurde die zulässige Streckenhöchstgeschwindigkeit von zuvor 50 auf 80 km/h angehoben. Zudem wurden auch zwei neue Haltepunkte an der Strecke eingerichtet. Am 25. November 2000 wurde der Reiseverkehr Freiberg–Holzhau durch die neu gegründete Freiberger Eisenbahngesellschaft (FEG) wieder aufgenommen.
In der folgenden Zeit war ein Wiederaufbau der grenzüberschreitenden Trasse nach Tschechien immer wieder in der Diskussion. Eine tschechische Studie von 2006 sah sogar eine Einbeziehung in das Projekt Regiotram Most vor. Wegen hoher Kosten und fehlenden politischen Willens scheiterte das insbesondere dem Tourismus dienende Vorhaben.
Am 5. November 2005 wurde die Strecke zwischen Nossen und Freiberg vom Chemnitzer Eisenbahninfrastrukturunternehmen Regio Infra Service Sachsen GmbH (RISS) wieder in Betrieb genommen. Am 11. August 2008 hatte die Deutsche Regionaleisenbahn (DRE) einen über 20 Jahre laufenden Pachtvertrag mit dem Streckeneigentümer DB Netz AG und dem bisherigen Pächter Regio Infra Service Sachsen GmbH zur Übernahme der Zellwaldbahn (Nossen–Freiberg) paraphiert. Obwohl die Übergabe der Strecke zum 31. Oktober 2008 vorgesehen war, hat schließlich der bisherige Streckenpächter RISS den Vertrag mit DB Netz verlängert. Die Pachtstrecke der RISS umfasst insgesamt 22,835 Kilometer, beginnt an der Infrastrukturgrenze zur NRE, etwa einen Kilometer vom Bahnhof Nossen entfernt und endet vor dem Bahnhof Freiberg (Sachs) am Streckenkilometer 22,870.
Im Jahresfahrplan 2012 verkehren werktags Reisezüge der FEG zwischen Freiberg und Holzhau im Einstundentakt mit Kreuzung in Mulda zur üblichen Symmetrieminute. An Wochenenden gilt ein eingeschränkter Fahrplan mit Zweistundentakt, der insbesondere auf den Ausflugsverkehr ausgerichtet ist. Zwischen Freiberg und Nossen verkehren zu besonderen Anlässen Museumszüge mit Dampflokomotiven. Der letzte regelmäßige Güterkunde zwischen Freiberg und Holzhau war die Freiberger Papierfabrik zu Weißenborn, die ihre Transporte im Jahr 2015 auf die Straße verlagerte. Der Anschluss Getreide AG in Großschirma wird nurmehr unregelmäßig mit Ganzzügen bedient.
Am 13. August 2018 wurde der neue Haltepunkt Rechenberg Schule in der Gemeinde Rechenberg-Bienenmühle in Betrieb genommen. Investiert wurden dafür rund 161.000 Euro.
Der Verkehrsverbund Mittelsachsen beschloss auf seiner Verbandsversammlung am 14. September 2018 die Verlängerung des Verkehrsvertrages mit der Freiberger Eisenbahn bis 2024. Mit vier zusätzlichen Zugpaaren sollen die Taktlücken am Wochenende geschlossen und im Tagesverkehr ein fast durchgängiger Stundentakt angeboten werden. Der Pachtvertrag wurde 2024 bis 2036 verlängert. 2023 nutzten täglich 500 Fahrgäste die Strecke, insgesamt 160.000 pro Jahr. 99 Prozent der Züge waren pünktlich.

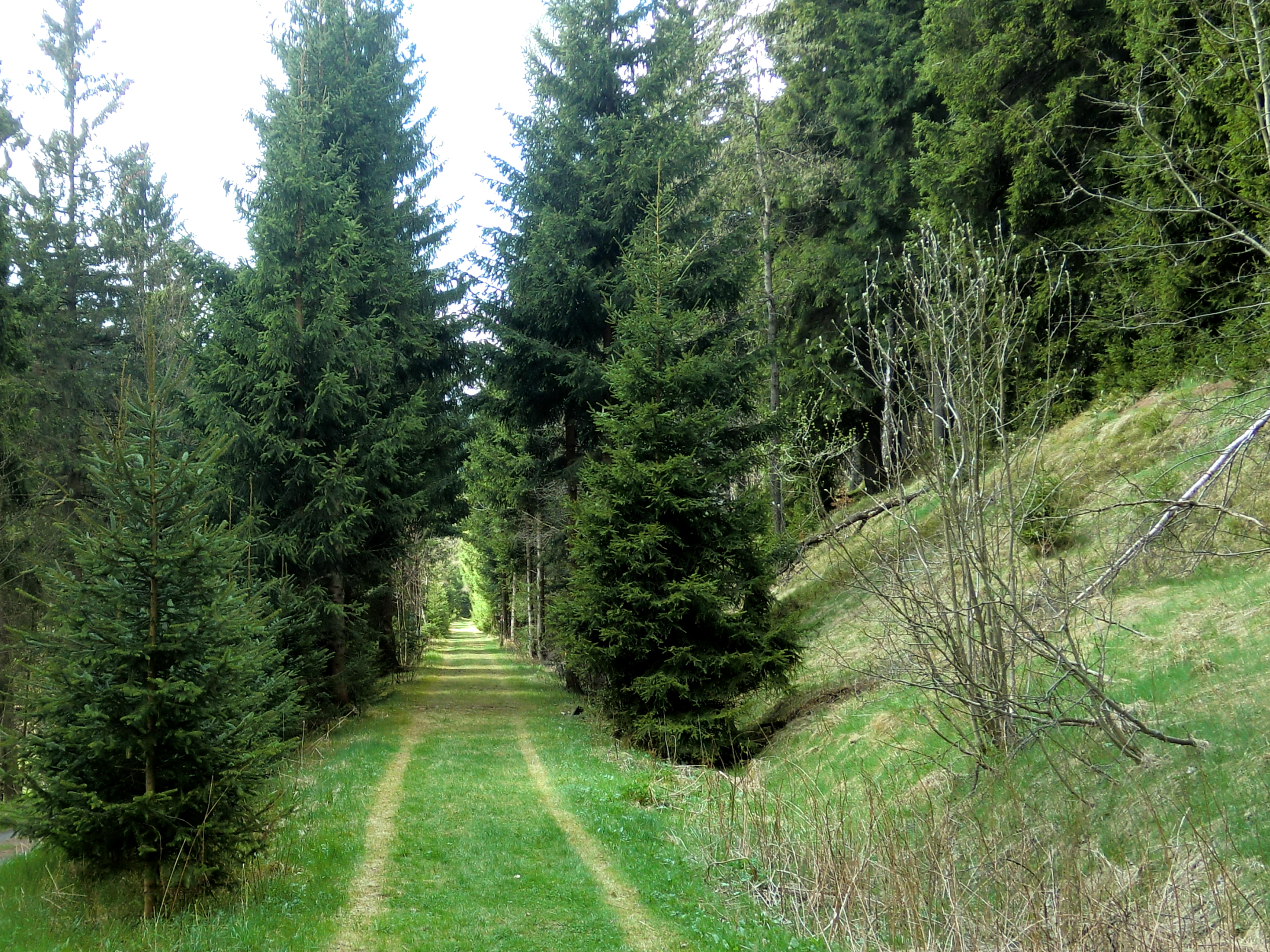
Ungenutzter Bahnkörper bei Hermsdorf-Rehefeld (2014)

Am 29. März 2019 unterzeichneten die Vertreter von zwölf tschechischen und sieben deutschen Anliegergemeinden an der Bahnstrecke zwischen Freiberg und Most sowie weitere Interessenten ein Memorandum, eine bereits im Oktober 2008 verhandelte zwischenstaatliche Erklärung der Verkehrsministerien des Freistaates Sachsen und der Tschechischen Republik bezüglich des Lückenschlusses zwischen Holzhau und Moldava wieder ins Leben zu rufen.
Am 14. Juni 2019 verkündete der sächsische Verkehrsminister Martin Dulig bei einem Treffen mit dem tschechischen Premierminister Andrej Babiš in Prag, eine Machbarkeitsstudie zum Lückenschluss beauftragen zu wollen. Am 25. Juni 2019 vereinbarten der sächsische Ministerpräsident Michael Kretschmer und Andrej Babiš in Dresden eine  Erklärung, die den gemeinsamen Willen zur Streckenerneuerung festschreiben soll. Der Verkehrsverbund Mittelsachsen beschloss in der Verbandsversammlung am 26. Juni 2020, die „Reaktivierung“ zu unterstützen und Verkehrsleistungen bestellen zu wollen.
Die Ende 2022 vorgestellte Machbarkeitsstudie bestätigte grundsätzlich die Möglichkeit des Wiederaufbaus der Strecke zwischen Holzhau und Moldava (Moldau). Allerdings besteht auf knapp 50 % der Strecke ein hohes Konfliktpotential durch bestehende geschützte Biotope mit der entsprechenden Tier- und Pflanzenwelt. Dies betrifft insbesondere das FFH-Gebiet Oberes Freiberger Muldetal. Der Lückenschluss wäre zudem für den Alltagsverkehr ohne Bedeutung und könnte nur für den Tourismus neue Impulse bewirken. Die Planungs- und Bauzeit würde wenigstens 10 Jahre umfassen, die geschätzten Baukosten beliefen sich auf über 60 Millionen €. Die sächsische Landesregierung sah keine Notwendigkeit zum Wiederaufbau und stellte dafür auch keine finanziellen Mittel in Aussicht.
Zum 1. Juli 2023 pachtete die Nossen-Riesaer Eisenbahn-Compagnie den Abschnitt Nossen–Freiberg für den Betrieb von Güter- und Ausflugsverkehr.
Im Juni 2024 wurde das Projekt „Eisenbahn verbindet“ begründet, mit dem der Lückenschluss zwischen Holzhau und Moldava weiter vorangetrieben werden kann. Aus dem grenzüberschreitenden EU-Programm Interreg stehen bis Ende 2026 finanzielle Mittel in Höhe von 700.000 Euro bereit, um unter anderem die rechtlichen Voraussetzungen für den Wiederaufbau der Strecke zwischen Holzhau und Moldava zu ermitteln. Initiatoren des Projektes sind das Gebietsmuseum in Most sowie der deutsche und der tschechische Welterbeverein.

## Streckenbeschreibung

### Verlauf

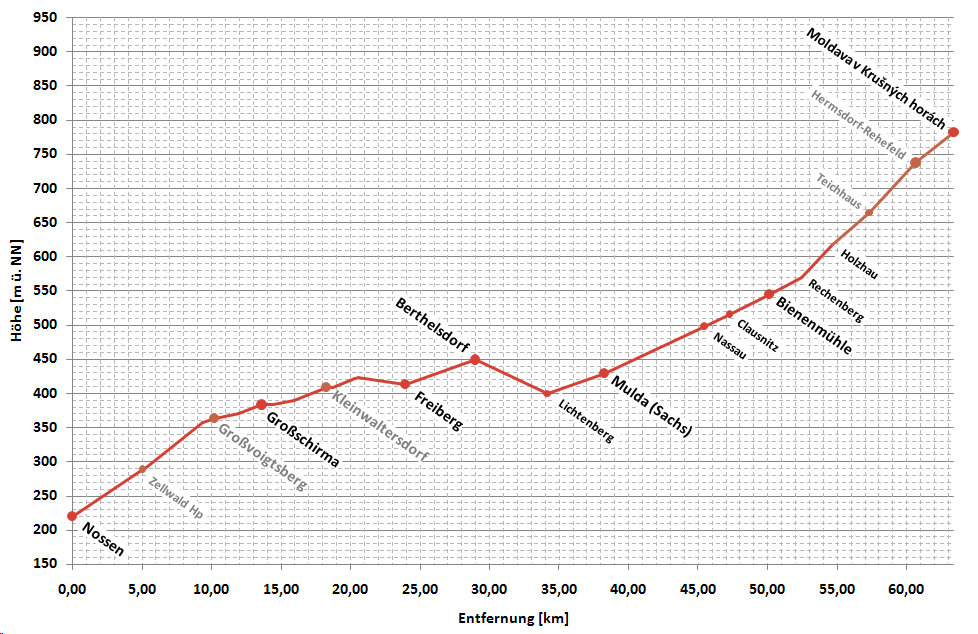
Vereinfachtes Höhenprofil der Strecke

Den Bahnhof Nossen verlässt die Strecke in westlicher Richtung, um dann nach Süden abzuschwenken. Im Tal des Pitzschebaches durchquert das Gleis ansteigend den Zellwald, um dann über eine flachwellige Hochfläche parallel zum Tal der Freiberger Mulde nach Freiberg zu führen. In den Bahnhof der Bergstadt mündet die Strecke von Westen ein. Südlich von Freiberg tangiert das Gleis zunächst einen Teil des Freiberger Bergreviers, um dann ins Tal der Freiberger Mulde abzufallen. Bei Lichtenberg wird dessen Talsohle erreicht, die bis zum heutigen Streckenendpunkt Holzhau nicht mehr verlassen wird. Der stillgelegte Abschnitt lag ab dem Teichhaus im Hirschbachtal. Am Bahnhof Moldau/Moldava erreichte die Trasse schließlich die Kammhochfläche. Im Winter verläuft auf dem aufgegebenen Bahnkörper die Osterzgebirgsloipe / Skimagistrale Erzgebirge/Krušné hory.

### Betriebsstellen
Nossen ⊙

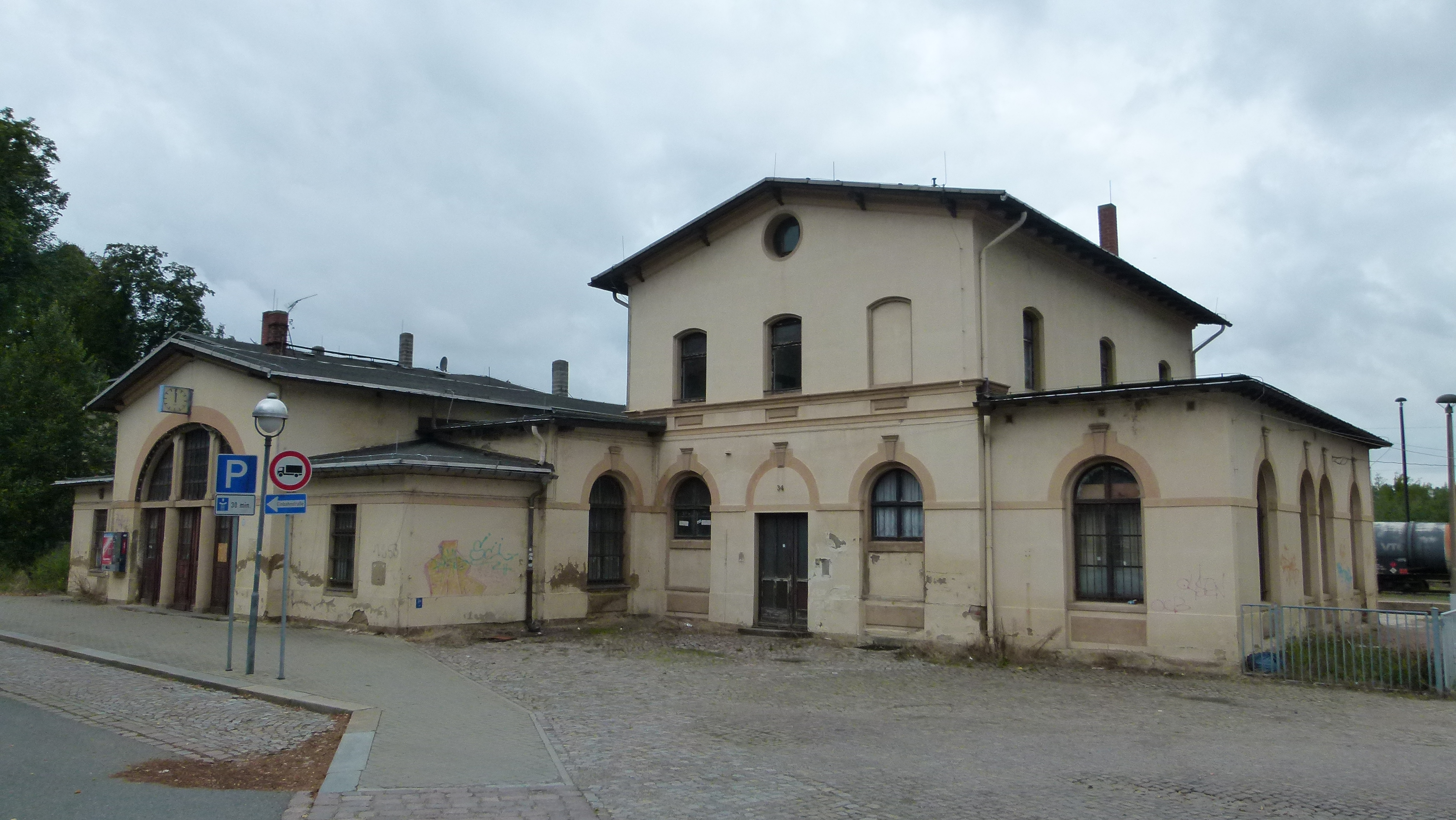
Bahnhof Nossen

Der Bahnhof Nossen wurde durch die LDE am 25. Oktober 1868 als Teil der Bahnstrecke Borsdorf–Coswig eröffnet. Mit dem Bau der Strecken nach Freiberg (1873) und Riesa (1877/1880) wurde er zu einem bedeutenden regionalen Eisenbahnknoten mit großem Bahnbetriebswerk, das bis in die 1990er Jahre bestand. Seit der Einstellung des regulären Schienenpersonennahverkehrs in der Relation Döbeln–Meißen im Dezember 2015 dient er nurmehr dem Güterverkehr.
Die von der RISS gepachtete Strecke 6614 Nossen–Moldava beginnt am Kopfbahnsteig Gleis 21 mit Streckenkilometer 0,035. Am Streckenkilometer 0,465 befindet sich eine Weichenverbindung zur Bahnstrecke Borsdorf–Coswig und damit zu den übrigen Anlagen des Bahnhofs. Nach Angaben der Nossen-Riesaer Eisenbahn-Compagnie (NRE), die seit April 2016 den Streckenabschnitt Döbeln–Meißen einschließlich des Bahnhofs Nossen betreibt, befindet sich die Infrastrukturgrenze NRE / RISS hingegen am Kilometer 0,960 der Strecke Nossen–Moldava.
Kloster Altzella ⊙
Direkt an der östlichen Mauer des Klosters Altzella vorbei führt die Trasse des Streckenabschnitts Nossen–Freiberg. Erst am 24. Oktober 2006 wurde dort ein durch Spendengelder finanzierter Haltepunkt eröffnet. Somit war die Station nie planmäßiger Halt gewesen. Am Standort befindet sich ein alter Wagenkasten.
Zellwald ⊙

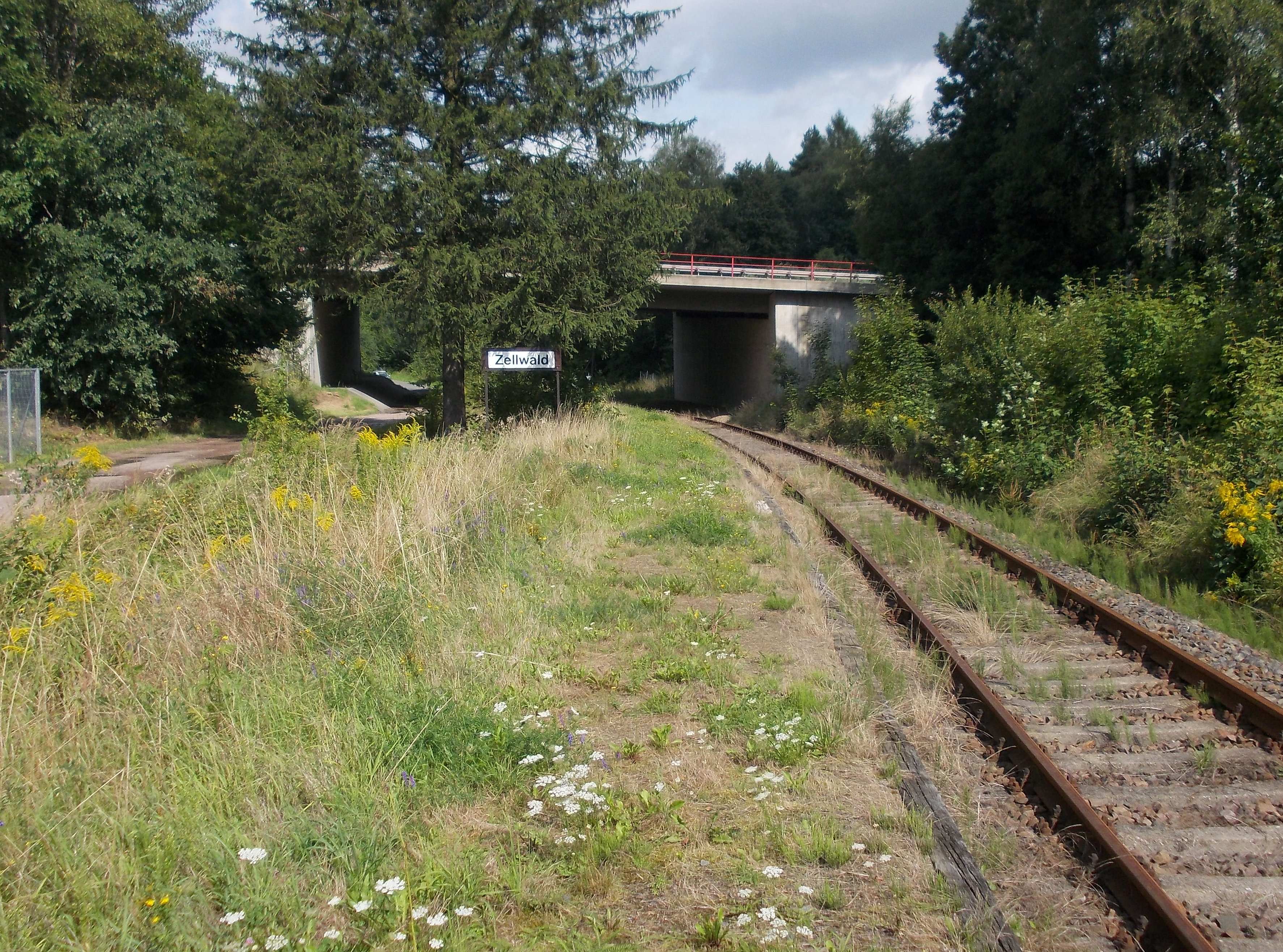
Haltepunkt Zellwald (2016)

Im Zellwald westlich der Stadt Siebenlehn wurde am 25. August 1878 bei Kilometer 5,14 die nicht-öffentliche Holzladestelle Zellwald eröffnet. Sie besaß ein Dienstgebäude, das bis zum Umzug nach Nossen am 1. Oktober 1916 Sitz der Bahnmeisterei NM I war. Von Bedeutung war die Ladestelle vor allem für das nahe gelegene Sägewerk. Erst am 15. Mai 1938 öffnete bei Kilometer 5,032 die Haltestelle Zellwald für den Personenverkehr. Das Dienstgebäude der Ladestelle wurde noch bis 1966 genutzt. Dann ging die Ladestelle Zellwald außer Betrieb. Der planmäßige Reiseverkehr wurde an der Haltestelle Zellwald am 25. September 1977 eingestellt. Sie befindet sich direkt südlich der Bundesautobahn 4.
Großvoigtsberg ⊙

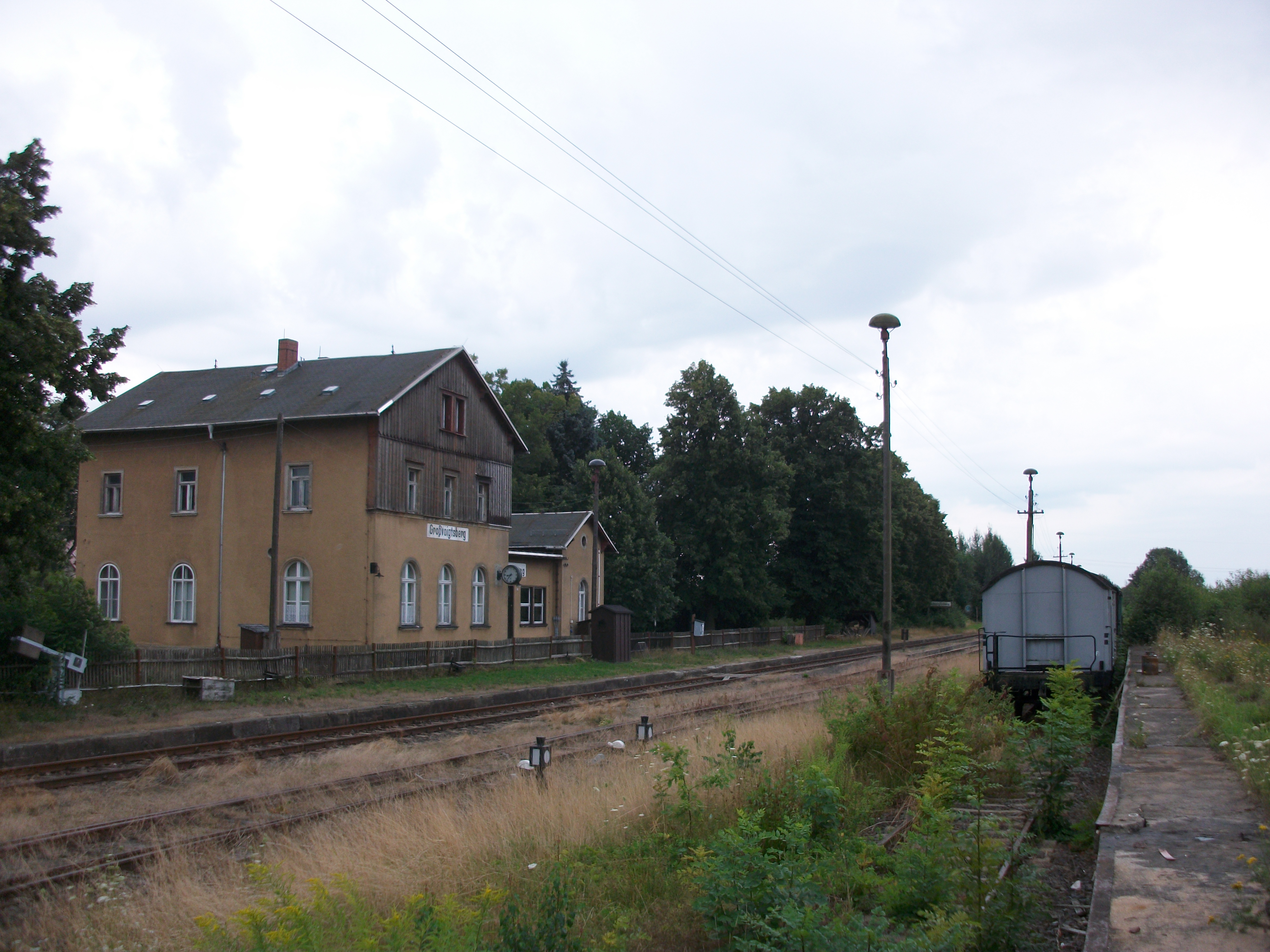
Bahnhof Großvoigtsberg (2016)

Der Bahnhof Großvoigtsberg wurde am 15. Juli 1873 als Haltestelle eröffnet und 1905 zum Bahnhof gewidmet. Seit 1977 ist er Güterbahnhof. Er wird von einer Freizeitgruppe des Bahnsozialwerkes mit dem Namen „Museumsbahnhof Großvoigtsberg“ betreut. Diese hat das gesamte Gelände 1999 unter Denkmalschutz stellen lassen. In den Räumen des Erdgeschosses ist in dieser Zeit eine ansehnliche Ausstellung zur Eisenbahnsicherungstechnik und zur Streckengeschichte der Zellwaldbahn entstanden.
Großschirma ⊙
Der frühere Bahnhof Großschirma wurde am 15. Juli 1873 als Haltestelle eröffnet und 1905 zum Bahnhof gewidmet. Seit dem 1. März 1962 ist er nur noch ein Haltepunkt. Der planmäßige Reiseverkehr wurde am 25. September 1977 eingestellt. Für den Güterverkehr bedeutsam ist das 1959 errichtete Getreidelager der Bäuerlichen Handelsgenossenschaft (heute Getreide AG), das über eine eigene Anschlussbahn verfügt. Am Standort sind Empfangsgebäude, Güterschuppen und Wirtschaftsgebäude noch vorhanden.
Kleinwaltersdorf ⊙

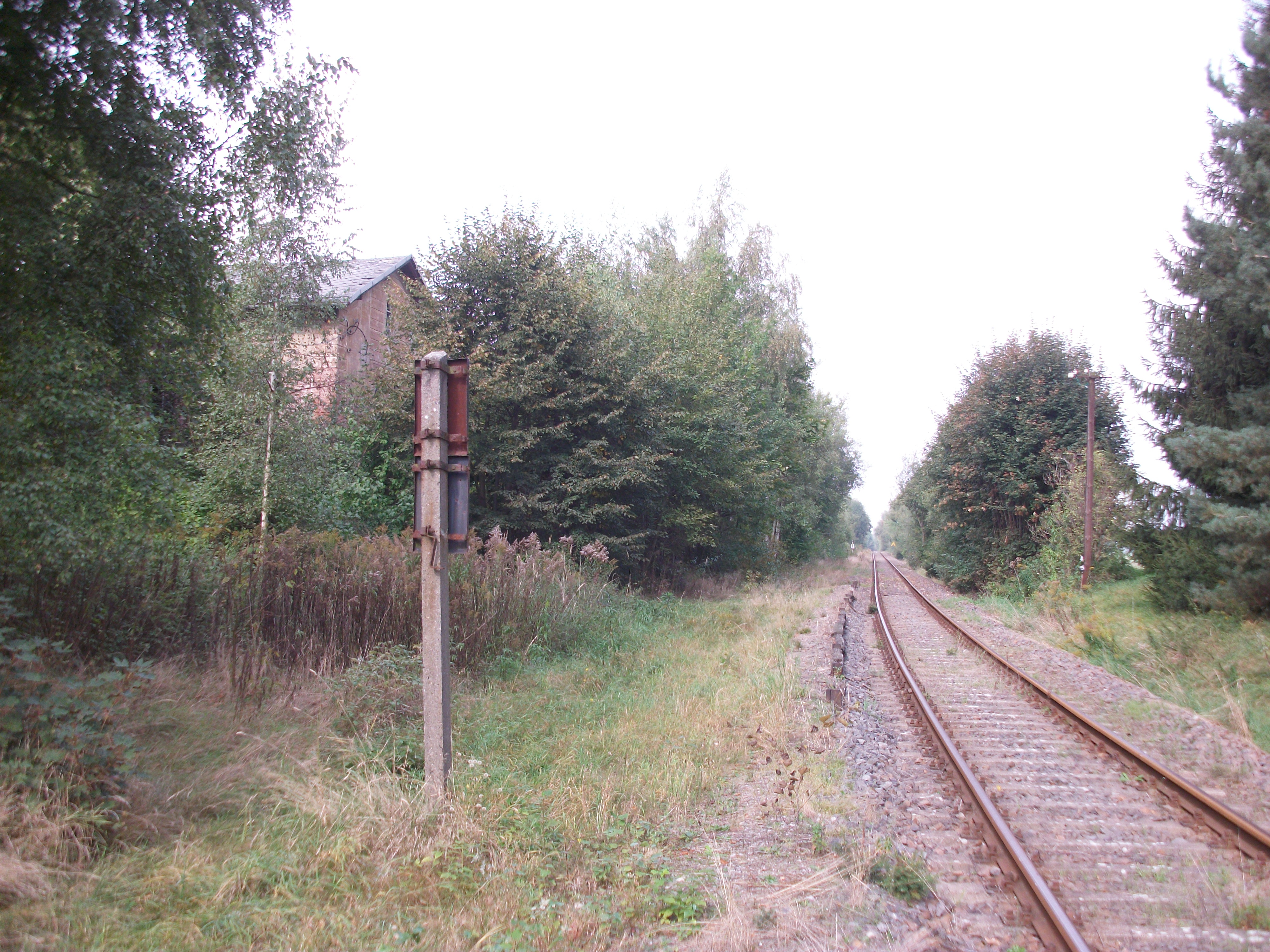
Haltepunkt Kleinwaltersdorf (2016)

Die Haltestelle Kleinwaltersdorf wurde am 15. Juli 1873 eröffnet und 1905 zum Bahnhof geweiht. 1953 erfolgte die Herabstufung zur Haltestelle und 1967 zum Haltepunkt. Der planmäßige Reiseverkehr wurde am 25. September 1977 eingestellt.
Freiberg (Sachs) ⊙
Der Bahnhof Freiberg (Sachs) entstand 1862 als Endpunkt der Strecke von Dresden, die 1869 in Richtung Chemnitz fortgeführt wurde.
Mit dem Bau der Bahnstrecke Nossen–Moldau (1873/1885) und der Stichbahnen nach Halsbrücke, Langenau und Großhartmannsdorf (1890) wurde Freiberg zu einem der bedeutendsten Eisenbahnknotenpunkte in Sachsen. Die Station trug folgende Namen:
- bis 1911: Freiberg
- bis 1933: Freiberg (Sa)
- seit 1933: Freiberg (Sachs)

Berthelsdorf (Erzgeb) ⊙

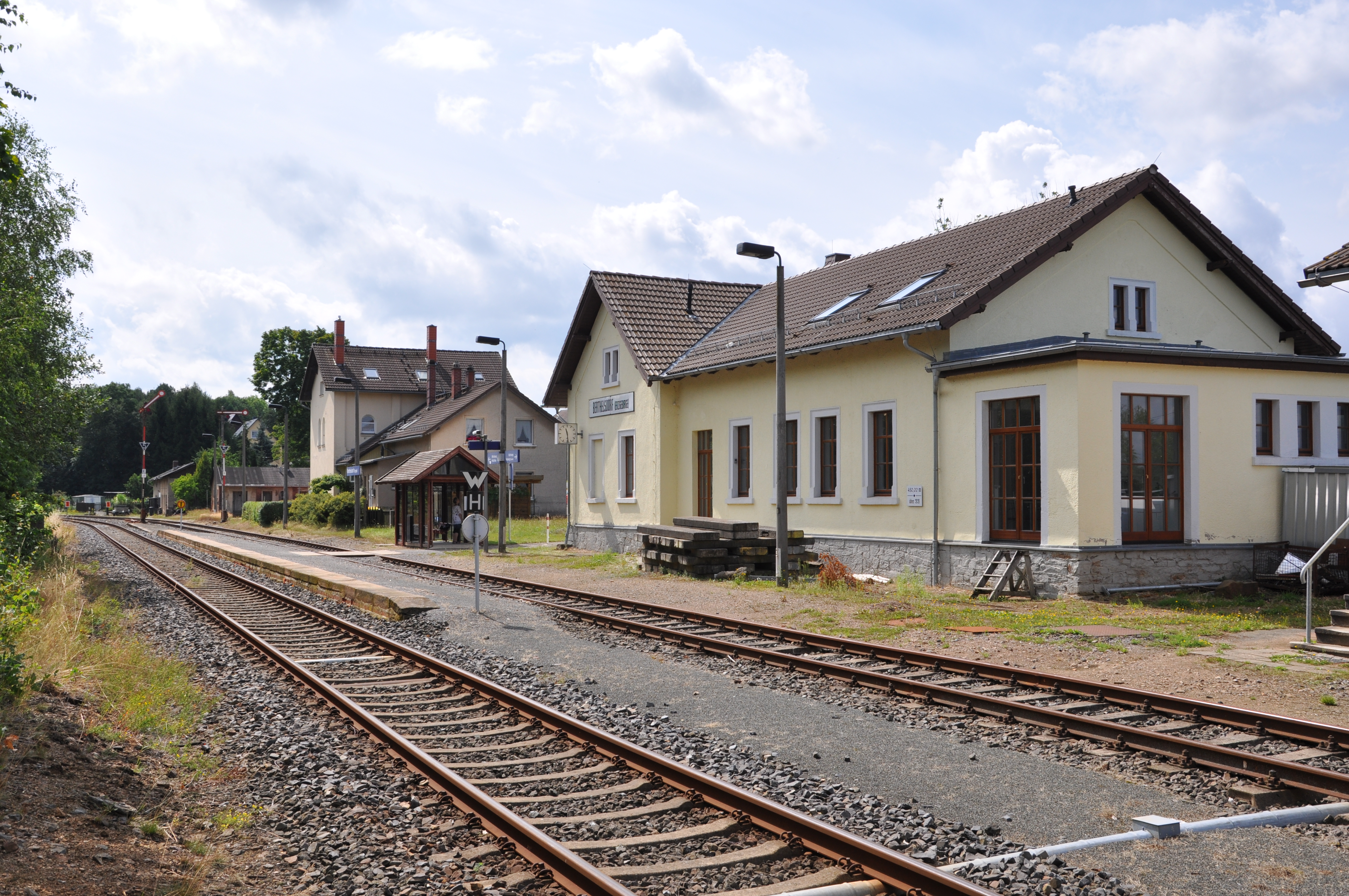
Bahnhof Berthelsdorf (Erzgeb) (2019)

Der Bahnhof Berthelsdorf (Erzgeb) bestand als Haltestelle seit der Streckeneröffnung im Jahr 1875. Nach dem Bau der hier abzweigenden Bahnstrecke Berthelsdorf–Großhartmannsdorf im Jahr 1890 wurde die Station 1905 zum Bahnhof erhoben. Sie trug folgende Namen:
- bis 1893: Berthelsdorf
- bis 1899: Berthelsdorf bei Brand
- bis 1911: Berthelsdorf i Erzgeb
- seit 1911: Berthelsdorf (Erzgeb)

Berthelsdorf (Erzgeb) Ort ⊙
Der Haltepunkt Berthelsdorf (Erzgeb) Ort wurde im Jahr 2000 im Rahmen der Streckenerneuerung von der RP-Eisenbahn neu errichtet und am 25. November 2000 eröffnet.
Lichtenberg (Erzgeb) ⊙
Die Haltestelle Lichtenberg wurde am 8. Juli 1875 eröffnet und 1905 zum Bahnhof hochgestuft. 1911 erhielt die Station den Namen Lichtenberg (Erzgeb). Die später zum Haltepunkt herabgestufte Station besitzt ein stattliches Empfangsgebäude und einen Güterschuppen.
Mulda (Sachs) ⊙

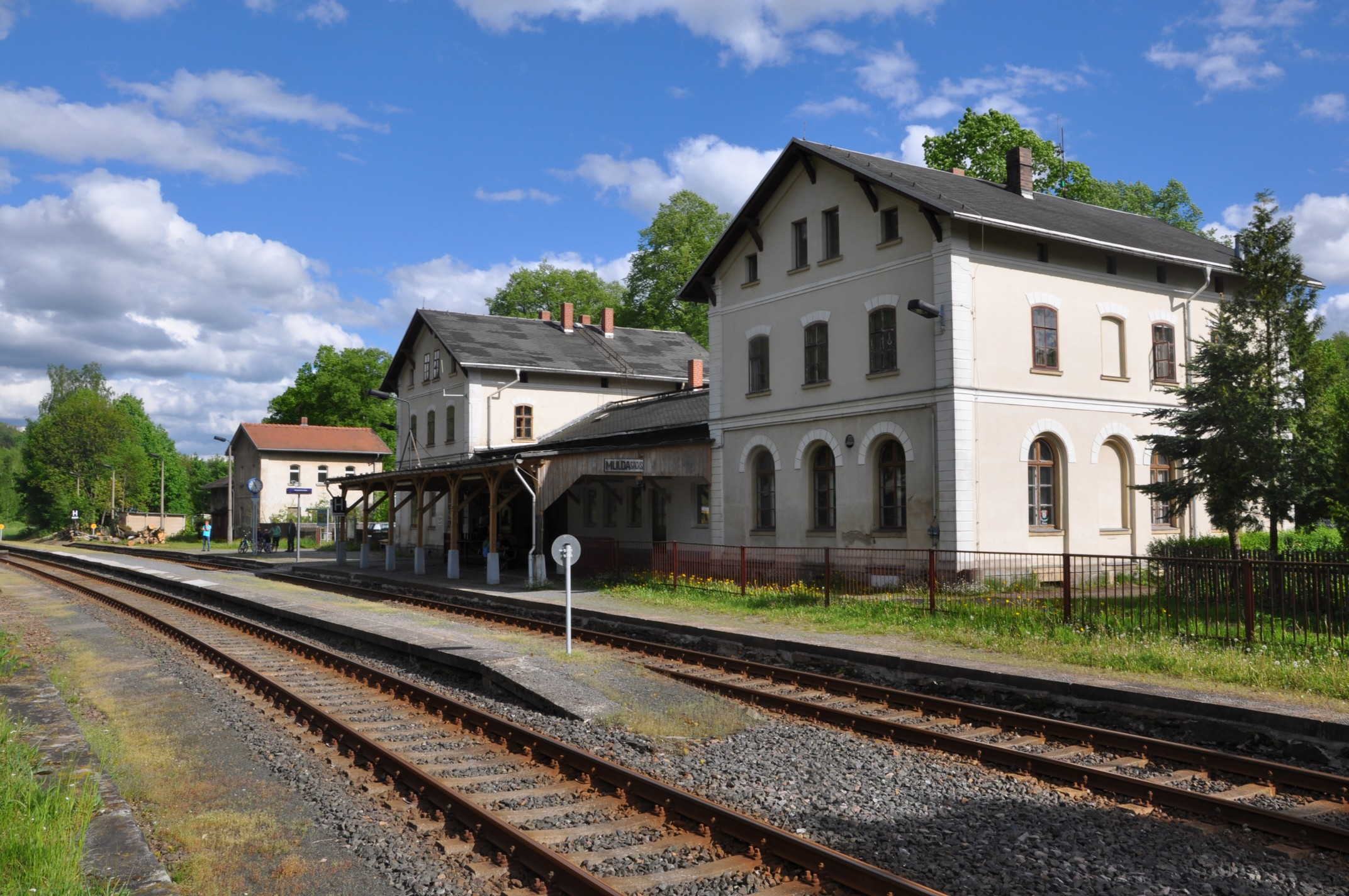
Bahnhof Mulda (Sachs)

Der Bahnhof Mulda (Sachs) besteht seit der Eröffnung des Streckenabschnittes Freiberg–Mulda am 2. November 1875. Zunächst als Ladestelle eröffnet, wurde er 1878 zur Haltestelle und 1901 zum Bahnhof erhoben. Seine heutige Größe erhielt er mit dem Bau der Schmalspurbahn nach Sayda, die am 30. Juni 1897 eröffnet wurde. Nach der Einstellung des Schienenverkehrs auf der Schmalspurbahn nach Sayda im Juli 1966 endete die Zeit als Spurwechselbahnhof.
Die Station trug in ihrer Geschichte bereits drei unterschiedliche Namen, im Einzelnen waren dies:
- bis 15. Mai 1935: Mulda
- bis 4. Mai 1941: Mulda-Randeck
- ab 5. Mai 1941: Mulda (Sachs)

Nassau (Erzgeb) ⊙

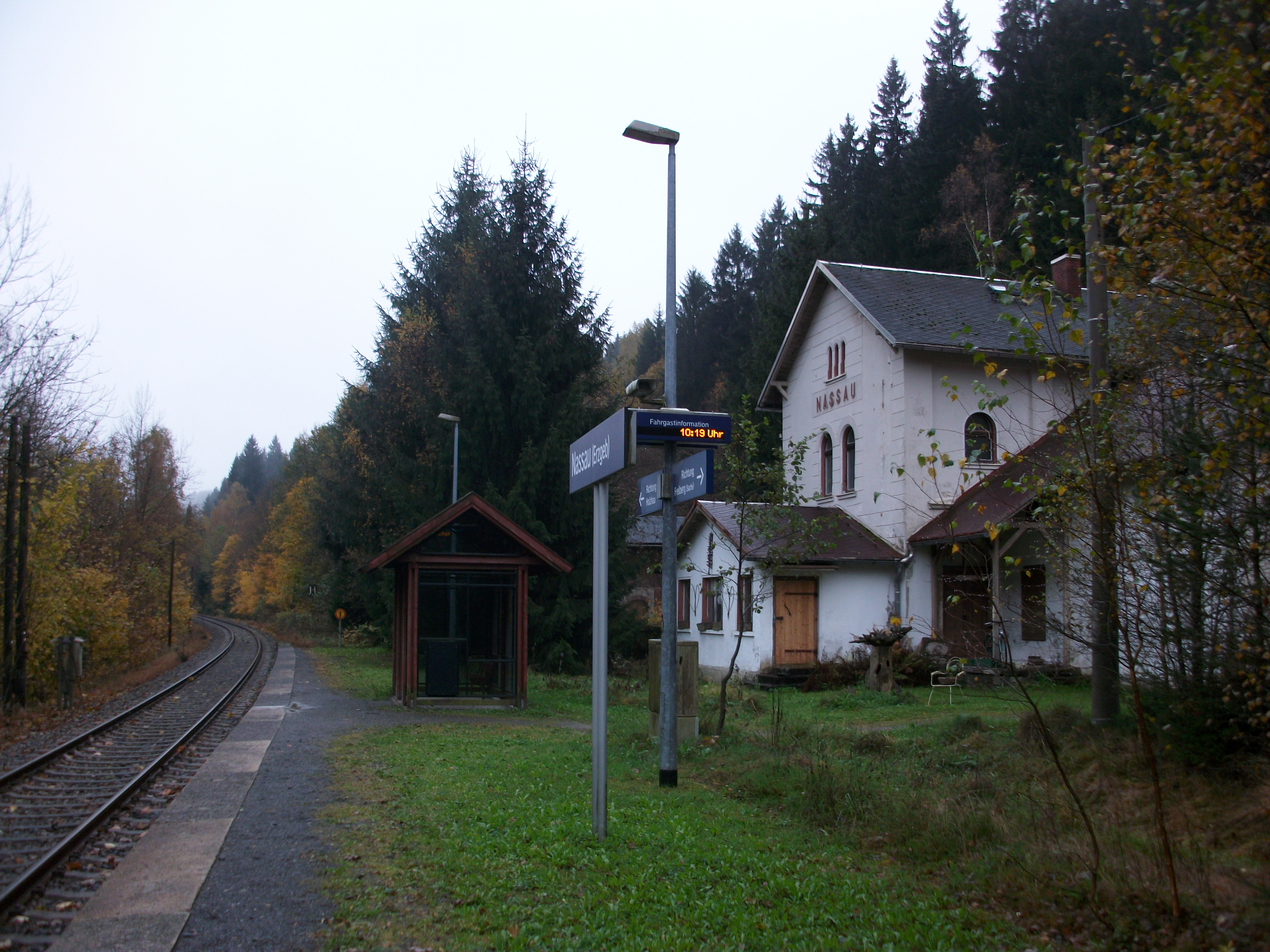
Haltepunkt Nassau (Erzgeb) (2016)

Die Haltestelle Nassau wurde am 15. August 1876 eröffnet und 1905 zum Bahnhof gewidmet. 1911 erhielt die Station den Namen Nassau (Erzgeb). Seit dem 25. September 1969 ist die Station ein Haltepunkt. Er verfügt über eine moderne Wartehalle, zudem sind das Empfangsgebäude und ein Güterschuppen am Standort vorhanden. Die Station im Tal der Freiberger Mulde befindet sich abgelegen des östlich in einem Seitental liegenden Orts Nassau.
Clausnitz ⊙
Der Haltepunkt Clausnitz wurde erst am 20. Mai 1951 eröffnet. Er liegt nordöstlich des Orts im Tal der Freiberger Mulde. Der Haltepunkt besitzt eine Unterstellmöglichkeit aus dem Jahr 2001, welche die ursprüngliche Wartehalle ersetzt.
Bienenmühle ⊙

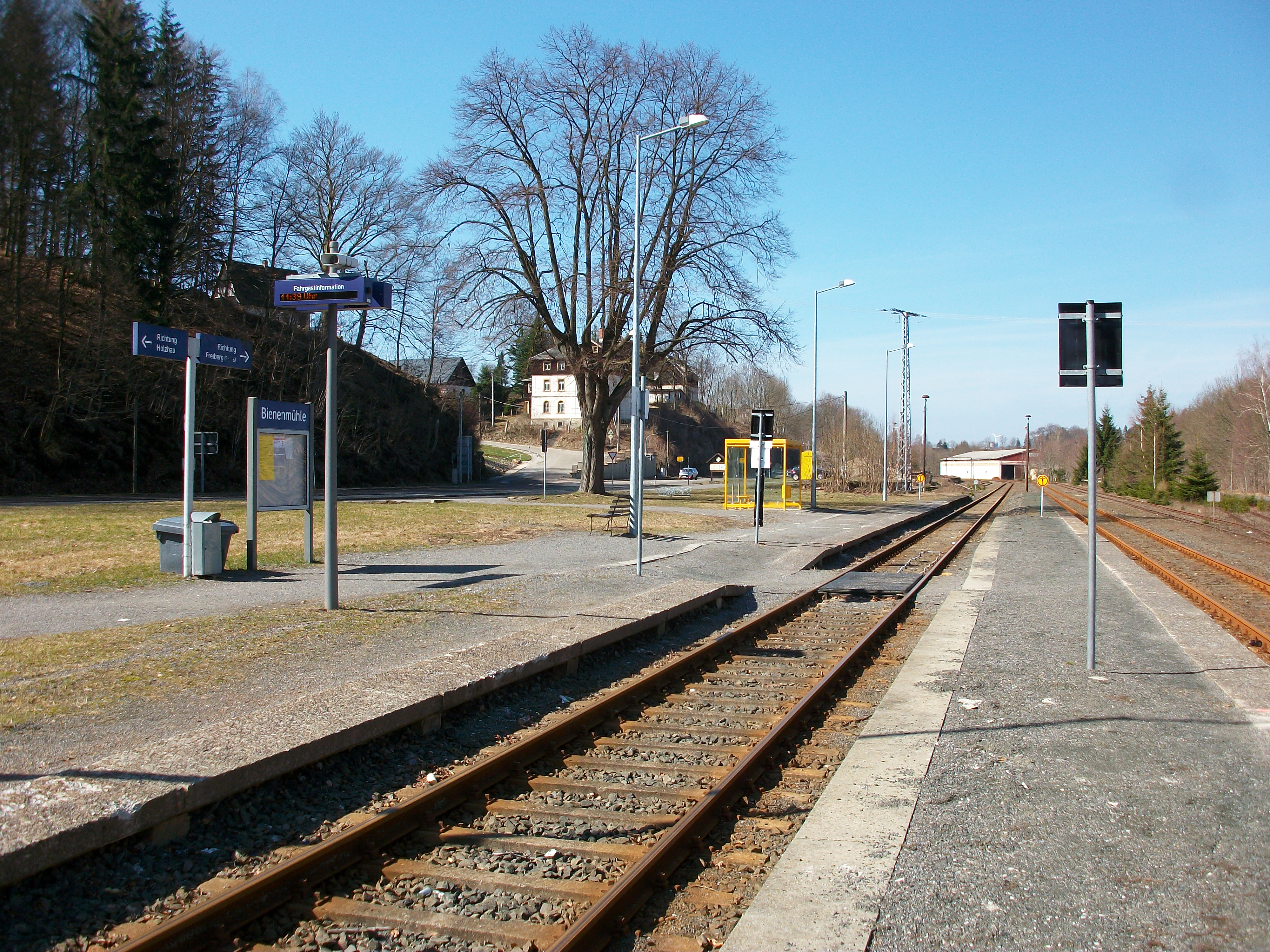
Bahnhof Bienenmühle (2019)

Der Bahnhof Bienenmühle war ursprünglich als betrieblicher Mittelpunkt am Beginn der Steigungsstrecke zum Erzgebirgskamm konzipiert. Für seinen Bau wurde ein seinerzeit unbebautes Areal in einer Talweitung ausgewählt, das auch den Platz für spätere Erweiterungsbauten bot. Obwohl ursprünglich auf Clausnitzer Flur gelegen, erhielt er seinerzeit seinen Namen nach einer einsam im Tal stehenden Wassermühle. Um den Bahnhof entstand später eine neue Ansiedlung, die später mit Rechenberg zur Gemeinde Rechenberg-Bienenmühle zusammengeschlossen wurde. Im Jahr 1880 waren im Bahnhof 15 Lokomotivführer und etwa 200 weitere Arbeiter auf dem Bahnhof beschäftigt. Mit der Streckenerweiterung nach Moldau 1884/85 wurden die Anlagen in Bienenmühle noch einmal um 1200 Meter Gleis mit zehn Weichen erweitert. An der Ausfahrt nach Moldau errichtete man einen zehnständigen Ringlokschuppen mit einer 16-Meter-Drehscheibe.
Güterkunden am Bahnhof Bienenmühle waren ein großes Sägewerk, eine Möbelfabrik und zwei Holzschleifereien. Spektakulär war der Zusammenbruch des großen Verladekranes der Firma Biermann im Jahr 1923, bei dem ein Ladearbeiter ums Leben kam. Nach dem Zweiten Weltkrieg wurden die nicht mehr benötigten Anlagen des Bahnhofes Bienenmühle schrittweise reduziert. Im Jahr 1968 wurde der Lokschuppen abgerissen.
Das Bahnhofsgebäude wurde nach einer längeren Phase des Leerstands und zunehmenden Verfalls im März 2017 abgerissen.
Die Gemeinde Rechenberg-Bienenmühle beabsichtigte, noch 2018 am Bahnhof Bienenmühle eine ÖPNV-Schnittstelle zur besseren Verknüpfung von Bus- und Bahnangeboten zu errichten. Im Juli 2020 waren die Arbeiten dazu erst etwa zur Hälfte abgeschlossen. Zudem möchte die Gemeinde den verbliebenen Güterschuppen am Bahnhof Bienenmühle von der Deutschen Bahn übernehmen und ein kleines Museum darin einrichten.
Rechenberg Schule ⊙

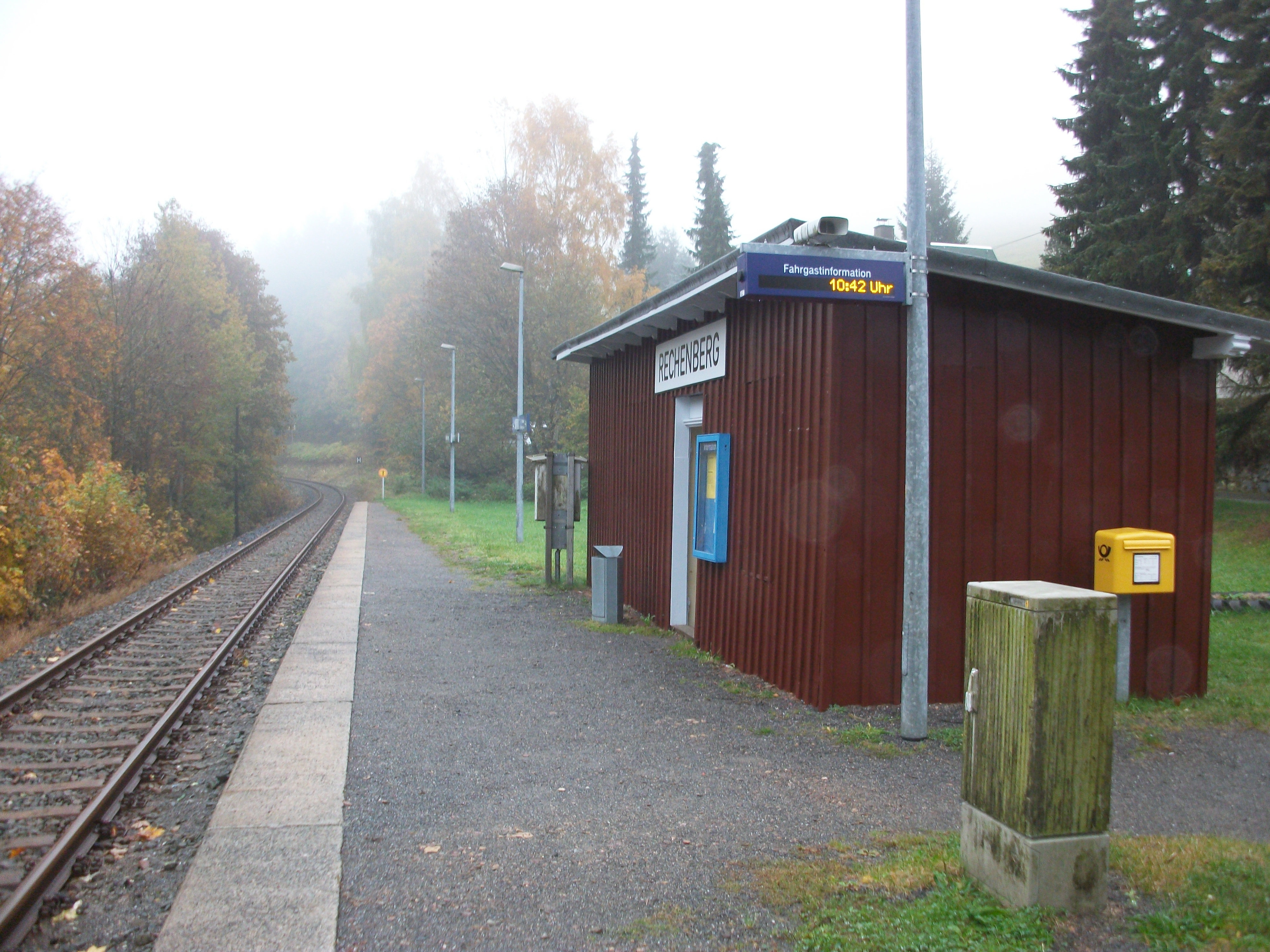
Haltepunkt Rechenberg (2016)

Der Haltepunkt Rechenberg Schule wurde von der RP-Eisenbahn ab 15. April 2018 neu errichtet und am 13. August 2018 mit Beginn des neuen Schuljahres in Betrieb genommen. Er soll insbesondere für viele Schülerinnen und Schüler umliegender Gemeinden den Schulweg zur Oberschule Rechenberg-Bienenmühle vereinfachen, aber auch insgesamt zur Steigerung der Attraktivität der Strecke beitragen. Der Haltepunkt ist rund 300 Meter Fußweg von der Oberschule Rechenberg entfernt.
Rechenberg ⊙
Der Haltepunkt Rechenberg besteht seit der Streckeneröffnung. Einziger Hochbau war eine hölzerne Wartehalle mit Dienstraum, ergänzt durch einen alten Güterwagenkasten. Für umzuschlagendes Stückgut wurde später noch eine offene Halle errichtet, deren Dach über den Bahnsteig bis zum Gleisbereich vorgezogen war. Umgeschlagen wurden vor allem die Erzeugnis der örtlichen Stuhlbauindustrie, die so wettergeschützt zwischengelagert werden konnten. Die Verladung in Güterwagen erfolgte in Zugpausen direkt am Bahnsteiggleis. Die originalgetreu erhaltene hölzerne Wartehalle von Rechenberg wurde im Jahr 2016 von Bürgern des Orts restauriert.
Holzhau Skilift ⊙
Der Haltepunkt Holzhau Skilift wurde im Jahr 2000 im Rahmen der Streckenerneuerung von der RP-Eisenbahn neu errichtet und am 25. November 2000 eröffnet. Er verkürzt vor allem für Skisportler den Weg zum Abfahrtshang.
Holzhau ⊙

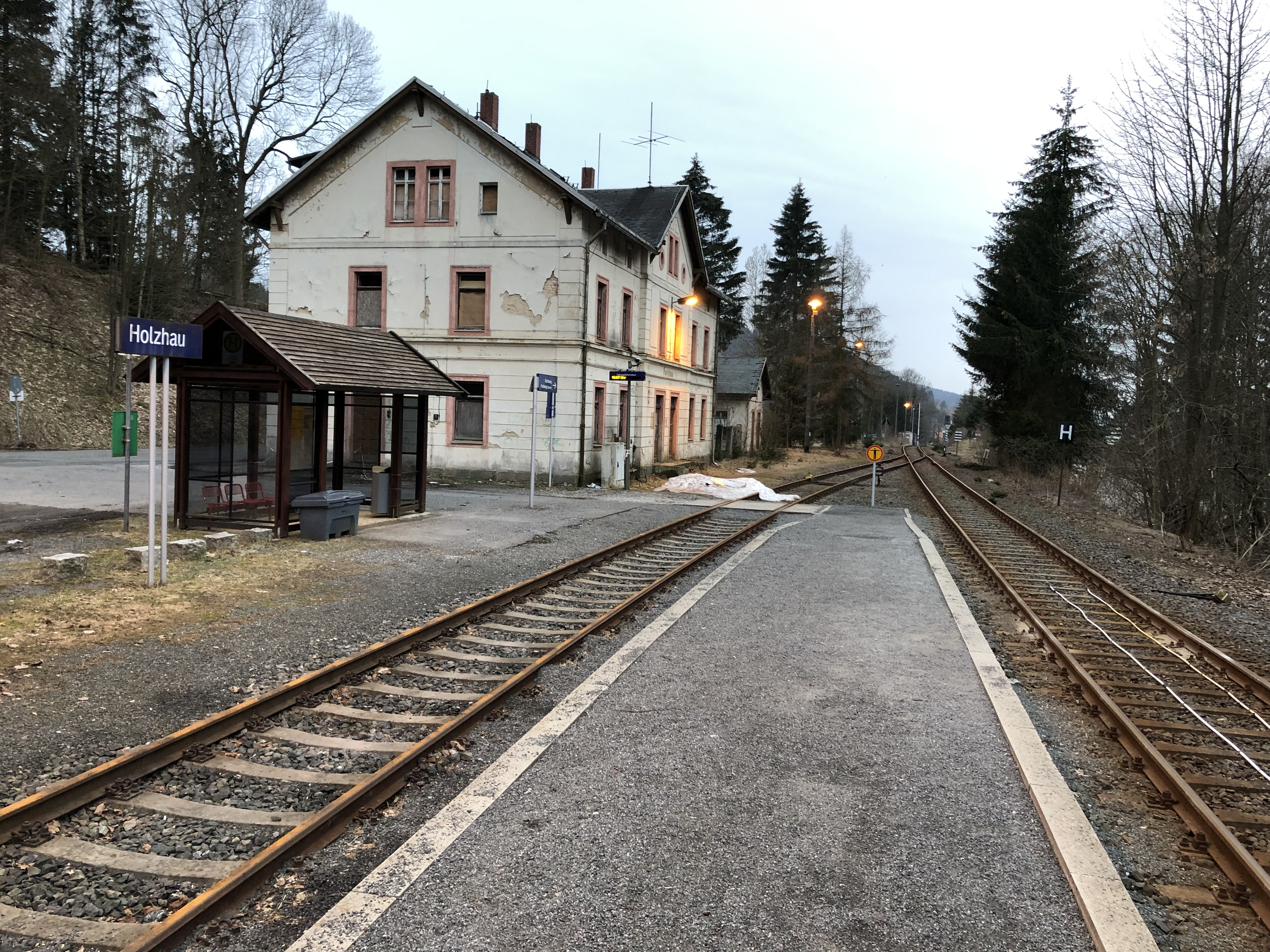
Bahnhof Holzhau (2019)

Der Bahnhof Holzhau ist seit 1972 Endpunkt der Strecke. Holzhau hatte ursprünglich vor allem für den Güterverkehr Bedeutung. Wichtigster Güterkunde war hier das Kalkwerk Hermsdorf. Von 1924 bis 1972 bestand eine 2664 Meter lange Materialseilbahn, die Werk und Bahnhof miteinander verband. Sie beförderte nicht nur die Produkte des Werkes zum Bahnhof, sondern in umgekehrter Richtung auch die für den Brennprozess benötigte Kohle. Der Güterumschlag für das Kalkwerk endete kurz nach 1990, als die Produktion des Kalkwerkes (vorübergehend) eingestellt wurde.
Die Bedeutung des Bahnhofes Holzhau liegt heute vor allem im Touristenverkehr. Direkt am Bahnhof beginnt bei winterlicher Schneelage die Bahndammloipe nach Moldava.
Teichhaus ⊙
Am Teichhaus war ursprünglich wegen der geringen Verkehrsnachfrage kein Haltepunkt vorgesehen gewesen. Erst als nach dem Zweiten Weltkrieg der Tourismus im Osterzgebirge einen neuen Aufschwung nahm, genehmigte die Deutsche Reichsbahn 1962 den Antrag zur Einrichtung eines Haltepunktes. Einwohner aus Teichhaus und Holzhau errichteten den Bahnsteig und die Zuwege im Rahmen des Nationalen Aufbauwerks, eine Wartehalle oder sonstige Hochbauten waren nicht vorgesehen. Am 29. September 1963 wurde er eröffnet. Bereits neun Jahre später ging der Haltepunkt mit der Stilllegung des Abschnitts Holzhau–Hermsdorf-Rehefeld am 8. Februar 1972 wieder außer Betrieb.
Hermsdorf-Rehefeld ⊙

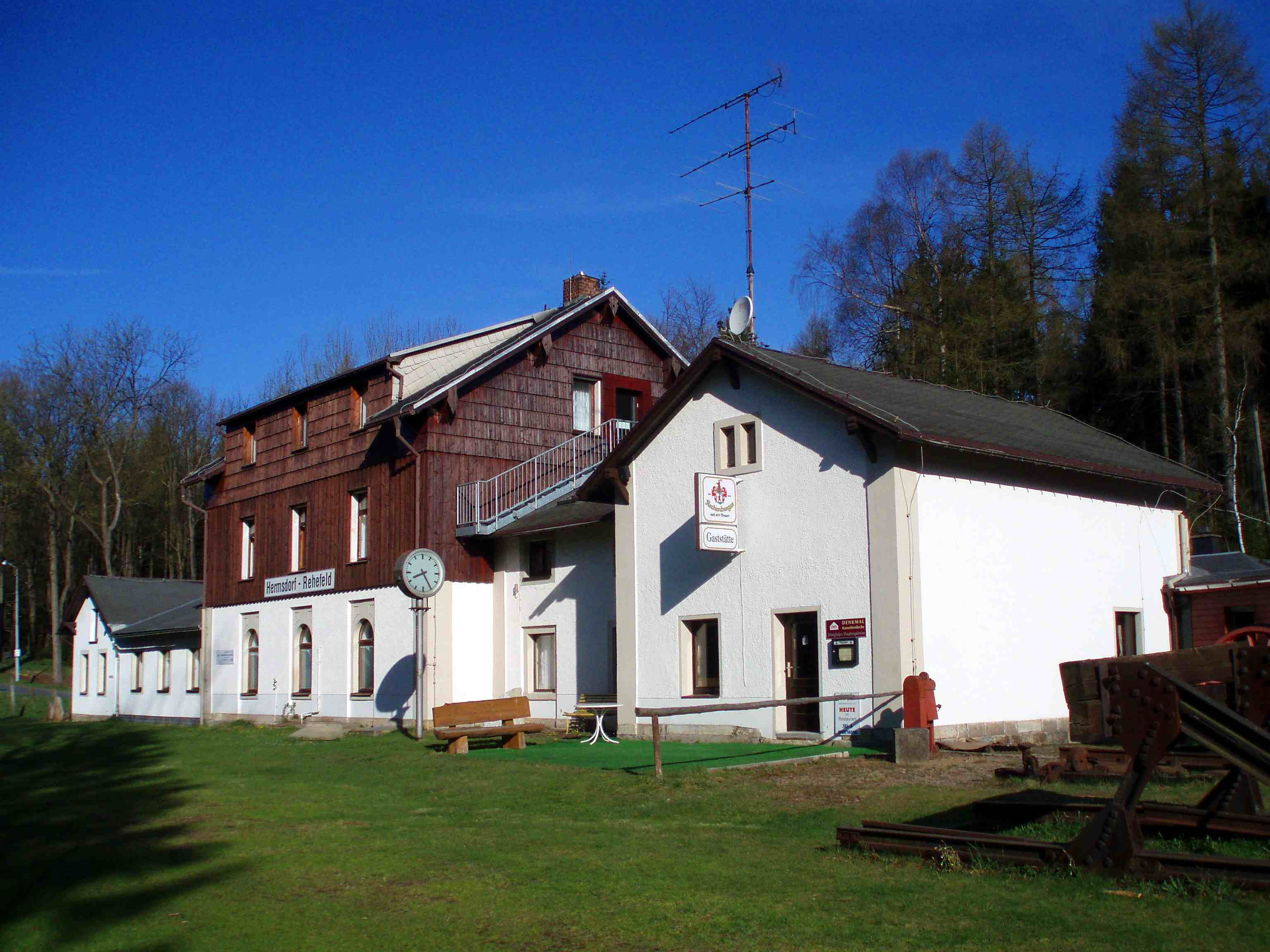
Bahnhof Hermsdorf-Rehefeld (2007)

Anstelle des späteren Bahnhofes Hermsdorf-Rehefeld war nach den ursprünglichen Plänen der LDE nur eine Haltestelle vorgesehen. Erst die Einstellung der Flößerei auf der Freiberger Mulde und der Wilden Weißeritz in den Jahren 1874 und 1875 bewirkte, wegen des erwarteten Holzumschlages einen Bahnhof einzurichten. Darüber hinaus bestand ein Verkehrsbedürfnis der königlichen Familie, die in Rehefeld ein Jagdschloss besaß. Für deren Zwecke erhielt das Empfangsgebäude einen Königlichen Empfangssalon, der auch heute noch erhalten ist.
Bis zum Bau der Materialseilbahn zum Bahnhof Holzhau im Jahr 1924 wurde der gesamte Güterumschlag für das Kalkwerk Hermsdorf in Hermsdorf-Rehefeld abgewickelt. In den letzten Betriebsjahren erhielt das Kalkwerk Hochofenschlacke, die dort zu Tonerdeschmelzzement weiterverarbeitet wurde. Darüber hinaus hatte am Bahnhof ein Kohlehändler seinen Sitz, der die örtliche Bevölkerung mit Hausbrennstoffen und weiteren Bedarfsgütern versorgte. Von 1953 an gehörte der Betrieb zur Bäuerlichen Handelsgenossenschaft (BHG) Hermsdorf.
Von 1945 bis zu seiner Auflassung am 7. Februar 1972 war Hermsdorf-Rehefeld Endbahnhof der Strecke. Von der Deutschen Reichsbahn wurden die Gebäude bis zur politischen Wende 1989/90 als „Stützpunkt für patriotische Erziehung“ der Betriebsschule Karl-Marx-Stadt und als Ferienheim genutzt. Eisenbahnerlehrlinge erhielten hier eine vormilitärische Ausbildung. Im Jahr 1992 wurde der Gebäudekomplex von der Deutschen Reichsbahn verkauft. Die neuen Eigentümer richteten darin ein Hotel mit Restaurant („Skibahnhof“) ein.
Moldava v Krušných horách ⊙

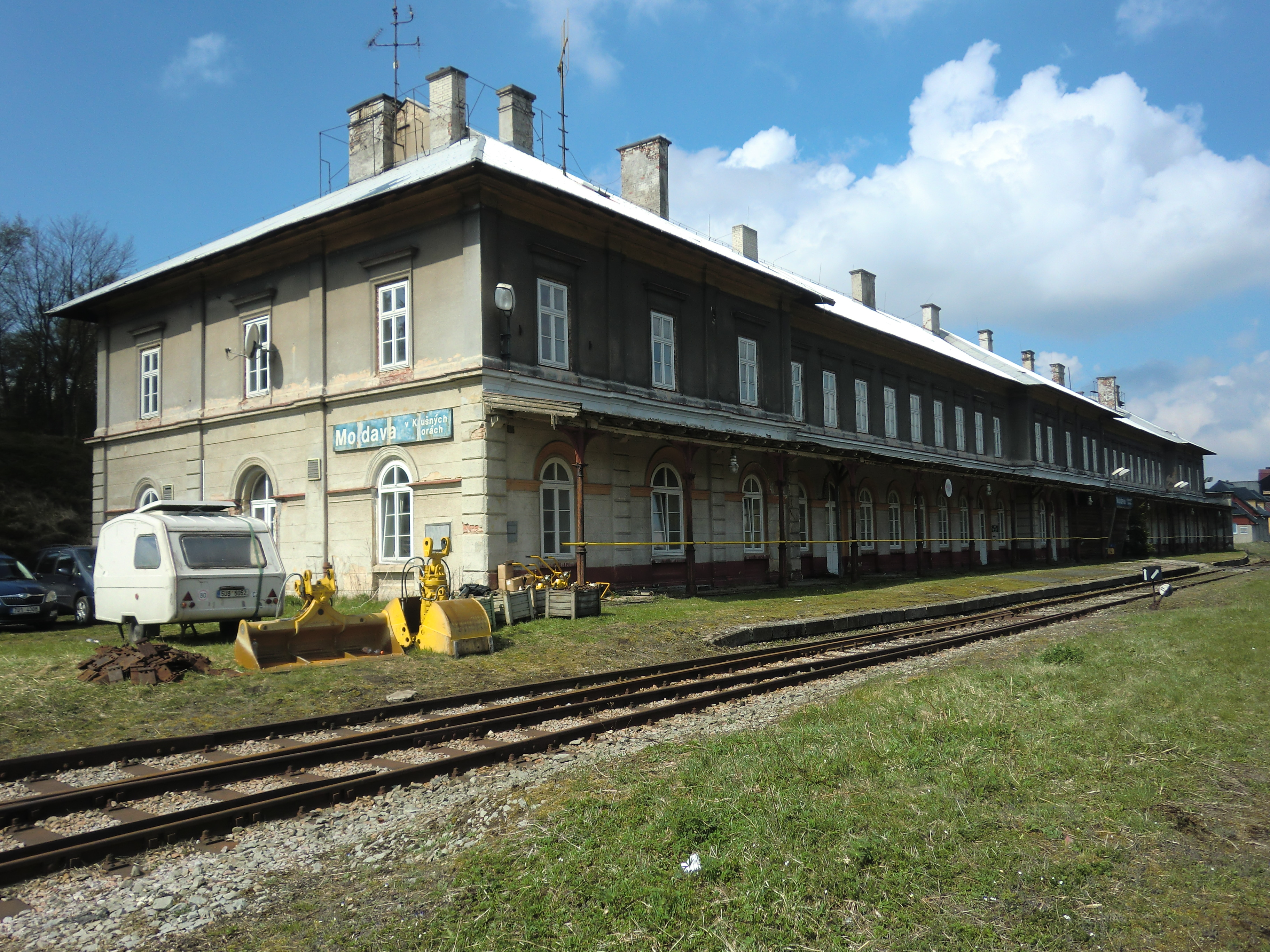
Bahnhof Moldava v Krušných horách (2014)

Der Bahnhof Moldava v Krušných horách (bis 1945 deutsch: Moldau) war Grenzbahnhof im grenzüberschreitenden Verkehr nach Böhmen. Nach der Einstellung des grenzüberschreitenden Verkehrs verfielen die Anlagen, die nun nur noch vom tschechischen Binnenverkehr genutzt wurden. Die einst umfangreichen Gleisanlagen sind heute auf ein Bahnsteig- und Umsetzgleis zurückgebaut.

## Fahrzeugeinsatz

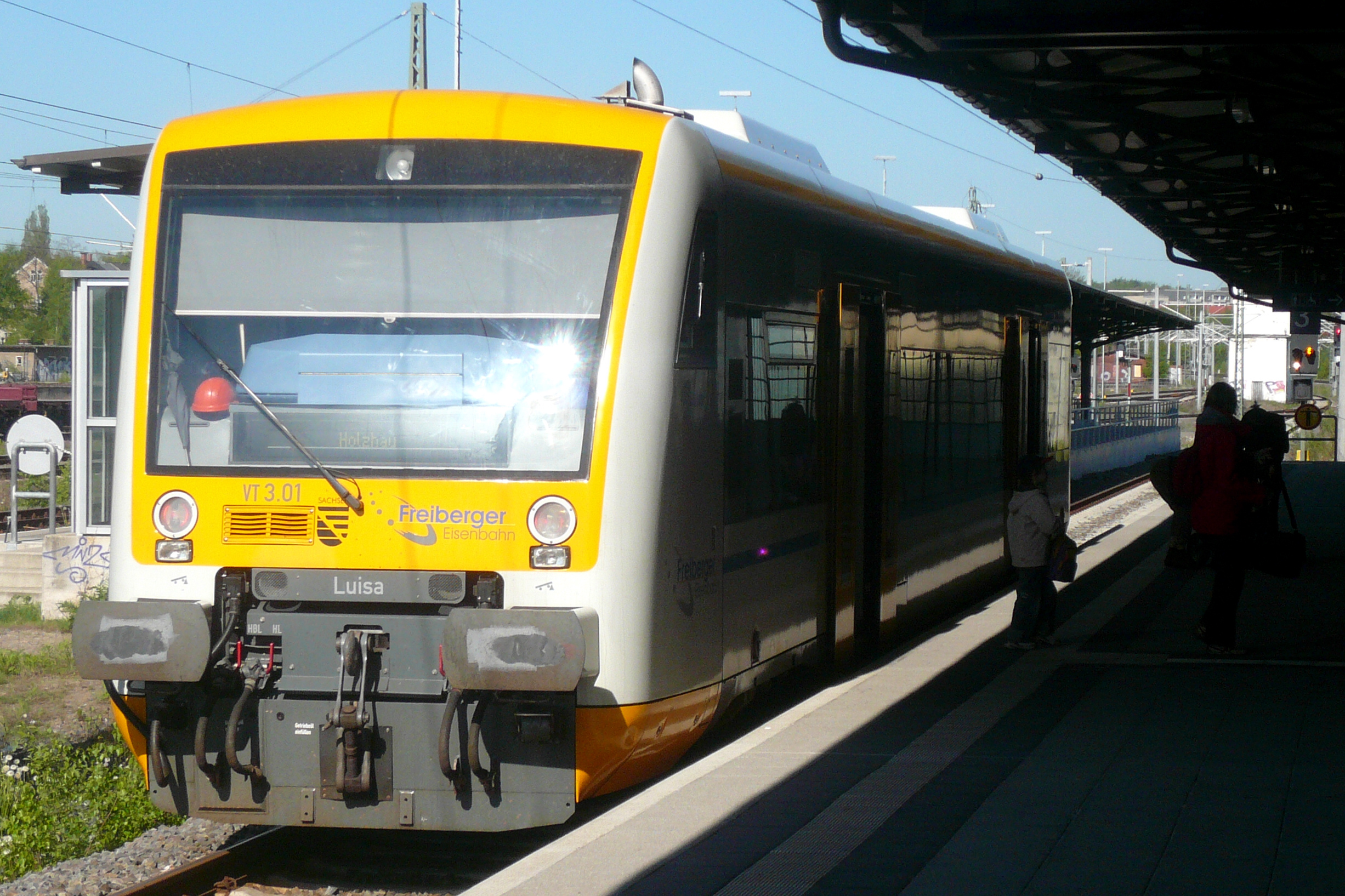
Regioshuttle der FEG (2008)

Die Königlich Sächsischen Staatseisenbahnen setzten anfangs vor allem die dreifach gekuppelten Schlepptenderlokomotiven der Gattung V V vor allen Zügen ein, die auf der 14-Meter-Drehscheibe in Moldau noch gedreht werden konnten. Später waren die Lokomotiven der Gattung XII H2 (DR-Baureihe 38.2–3) und der DR-Baureihe 86 auf der Strecke beheimatet. Seit der Traktionsumstellung am 19. März 1967 bis zur Einstellung des Reiseverkehrs durch die Deutsche Bahn im Mai 2000 verkehrten alle Züge mit Loks der DR-Baureihe V 100 (ab 1970: Baureihe 110, ab 1991 teils durch Neumotorisierung: Baureihen 201 bis 204). Die FEG setzt seit November 2000 niederflurige Triebwagen des Typs Regio-Shuttle ein.